# Ostfront (Erster Weltkrieg)
1914

Ostpreußische Operation (Stallupönen, Gumbinnen, Tannenberg, Masurische Seen) – Galizien (Kraśnik, Komarów, Gnila Lipa, Lemberg,
Rawa Ruska) – Przemyśl – Weichsel – Krakau – Łódź – Limanowa–Lapanow – Karpaten
1915

Humin – Masuren – Zwinin – Przasnysz – Gorlice-Tarnów – Bug-Offensive – Narew-Offensive – Großer Rückzug – Nowogeorgiewsk – Rowno – Swenziany-Offensive
1916

Naratsch-See – Brussilow-Offensive – Baranowitschi-Offensive
1917

Aa – Kerenski-Offensive (Zborów) – Tarnopol-Offensive – Riga – Unternehmen Albion
1918

Operation Faustschlag – Krim

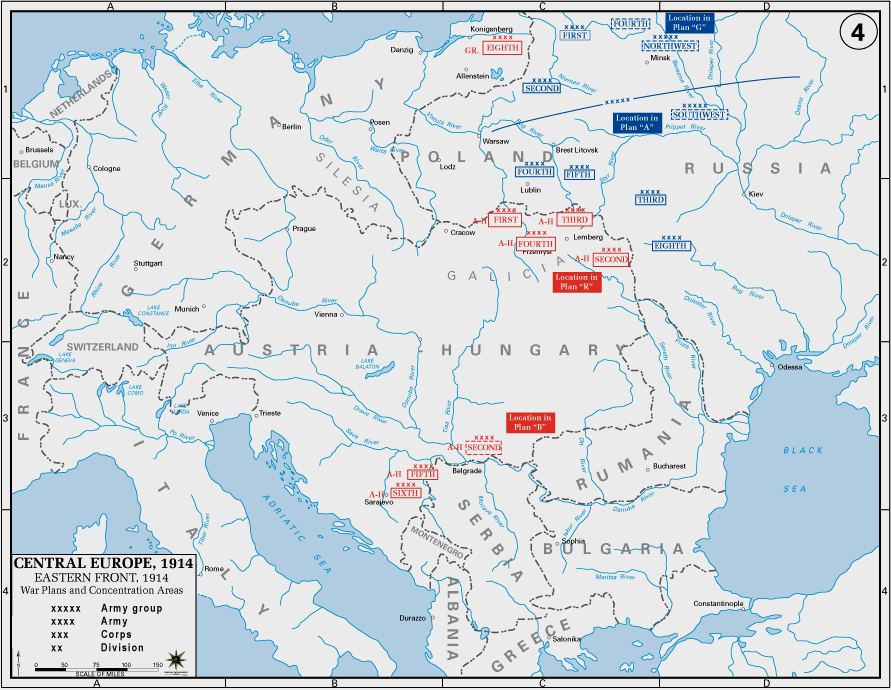
Kriegsplanungen und Übersicht des Jahres 1914

Die Ostfront war im Ersten Weltkrieg der Hauptschauplatz der Kriegshandlungen der Mittelmächte Deutschland und Österreich-Ungarn mit Russland. Das Kriegsgebiet umfasste große Teile Osteuropas und reichte nach dem Kriegseintritt Rumäniens 1916 schließlich vom Baltikum bis zum Schwarzen Meer. Im Gegensatz zum lange Zeit nahezu statischen Stellungskrieg an der Westfront fanden hier auch in der Mittelphase des Krieges größere Frontverschiebungen statt. Bedingt war dies unter anderem durch den aufgrund der geografischen Lage der Ostfront für die Mittelmächte erleichterten Truppenaustausch mit anderen Kriegsschauplätzen (vgl.: Innere Linie).
Entscheidend wirkte sich jedoch die deutsche Unterstützung der revolutionären Bolschewiki unter Lenin aus, die in der Oktoberrevolution von 1917 die Macht in Russland übernahmen. Starker Druck der Mittelmächte zwang das revolutionäre Sowjetrussland schließlich zum Separatfrieden von Brest-Litowsk vom März 1918, erkauft vor allem durch die Preisgabe der wirtschaftlich bedeutenden Ukraine. Dieser Vorteil für die Mittelmächte wirkte sich vor allem aufgrund des zwischenzeitlichen Kriegseintritts der USA jedoch nicht auf das Ergebnis des Krieges aus. Die Auflösung der Vielvölkerstaaten Russland und Österreich-Ungarn und die Bildung neuer Nationalstaaten im Gefolge des Krieges stellen eine Epochenzäsur in der Geschichte Europas dar.

## Ausgangslage im Deutschen Reich

### Planungen der Vorkriegszeit

Flagge des Deutschen Reiches

Der deutsche Generalstab ging spätestens seit 1905 (vgl. Schlieffen-Plan) davon aus, dass ein großer europäischer Krieg in jedem Falle zugleich gegen Frankreich und Russland (vgl. Zweiverband) geführt werden würde. Der damit gegebenen Gefahr, von Anfang an in einen die eigenen Kräfte zersplitternden und ermattenden Zweifrontenkrieg gezwungen zu werden, sollte mittels einer raschen, durch fast vollständige Konzentration des Heeres gegen Frankreich erzwungenen Entscheidung im Westen begegnet werden. Erst anschließend war eine aktive Kriegführung gegen Russland vorgesehen. Bis dahin sollten schwache Deckungskräfte die preußischen Ostprovinzen soweit möglich verteidigen, wobei im ungünstigsten Fall auch ein Rückzug auf die Linie obere Oder – Festung Posen – untere Weichsel für vertretbar gehalten wurde.
Der Plan für einen die Neutralität oder zumindest die Passivität Frankreichs voraussetzenden „großen Ostaufmarsch“ wurde zwar auch nach 1905 noch Jahr für Jahr aktualisiert, auf Anweisung Moltkes aber im April 1913 ganz zu den Akten gelegt. Damit hatte sich die deutsche Militärführung – ohne Rücksicht auf diplomatische Eventualitäten der Anbahnung und Auslösung eines großen Krieges – auf einen einzigen Kriegsplan festgelegt, der jedem denkbaren Konflikt von vornherein eine kontinentale Dimension verlieh.
Die Frage eines Krieges gegen Russland spielte in den Kalkulationen der zivilen Reichsleitung aus außen- und innenpolitischen Gründen eine weit größere Rolle als in den Überlegungen der auf Frankreich fixierten Militärs, die zuletzt sogar von einer Kriegserklärung an Russland abrieten. Abgesehen von dem Umstand, dass der Kreis um Bethmann Hollweg ohnehin Russland für die größere Bedrohung der deutschen Machtstellung in Europa hielt, kam es dem Reichskanzler in der Julikrise vor allem auf eine diplomatisch tragfähige Absicherung des offensiven deutschen Vorgehens im Westen und die Erschwerung, günstigstenfalls die Verhinderung eines britischen Kriegseintritts an. Dazu aber musste Russland in die Position des Angreifers manövriert werden, der Krieg also „aus dem Osten“ kommen, wie der Kanzler schon am 8. Juli gegenüber Kurt Riezler anmerkte. Gottlieb von Jagow umriss die Logik, die am 1. August 1914 – nachdem die russische Regierung zwar mobilisiert, der deutschen aber „nicht den Gefallen getan hatte, den Krieg zu beginnen“ – zur deutschen Kriegserklärung an Russland führte, 1926 in einem Schreiben an einen Mitarbeiter des Reichsarchivs folgendermaßen:
„Die Aufgabe der Politischen Leitung bestand demnach darin, dieses kriegerische Vorgehen einzuleiten und zu rechtfertigen, und zwar in einer Form, die uns als die 'Angegriffenen' erscheinen lassen konnte, der Angreifer war Russland. Mit Frankreich hatten wir keinen Streit. (...) Mit Belgien lag aber gar kein Konflikt vor, die beabsichtigte Neutralitätsverletzung dieses Landes ließ sich nur durch den Krieg mit Frankreich, und dieser wiederum nur durch den Krieg mit Russland motivieren. Das Vorgehen Russlands war also die Basis, auf der allein das Vorgehen – auch nach Westen – zu begründen war. (...) Der Einmarsch in Belgien ließ sich nur durch den Krieg mit Frankreich, dieser nur durch den Krieg mit Russland rechtfertigen. War kein Krieg mit Russland, so bestand überhaupt kein Anlass für uns zum Kriege im Westen.“
Zudem hielt Bethmann Hollweg den Krieg mit Russland auch aus Rücksicht auf die Anhängerschaft der Sozialdemokratie für erwünscht: Dieser sei, so glaubte er, ein Aggressionskrieg im Westen ohne gleichzeitigen „Verteidigungskrieg“ gegen den „reaktionären Zarismus“ nicht zu vermitteln, schwere innere Spannungen wären in einem solchen Fall unausweichlich die Folge. Albert Ballin, der den Reichskanzler wenige Stunden vor der Absendung der Kriegserklärung an Russland nach dem Grund für dessen Eile in dieser Angelegenheit („Ich muss meine Kriegserklärung an Russland sofort haben!“) fragte, erhielt von Bethmann Hollweg zur Antwort: „Sonst kriege ich die Sozialdemokraten nicht mit.“

### Kriegsziele
Die im Rahmen des Krieges gegen Russland zu verfolgenden Zwecke wurden im Laufe längerer komplexer Auseinandersetzungen, an denen sich neben der zivilen Reichsleitung auch die OHL sowie private und politische Interessengruppen intensiv beteiligten, bestimmt. Dabei wurden selbst innerhalb ansonsten sozial und politisch homogener Milieus zum Teil diametral entgegengesetzte Positionen vertreten: So engagierten sich exponierte Vertreter des ostelbischen Adels im Rahmen des Alldeutschen Verbandes und der Vaterlandspartei für ein extremes Annexionsprogramm, das unter anderem den Anschluss der russischen Ostseegouvernements an das Königreich Preußen vorsah, während sich ein nennenswerter Teil des märkischen, pommerschen und ostpreußischen Adels von Anfang an recht deutlich für einen Kompromissfrieden, die Schonung der russischen „Standesgenossen“ und die Wiederherstellung der „in seinem Sinne guten“ deutsch-russischen Beziehungen des 19. Jahrhunderts aussprach. Bethmann Hollweg hielt zwar eine deutliche Schwächung und „Zurückdrängung“ Russlands für grundsätzlich wünschenswert, verfolgte aber mindestens bis zum Sommer 1915 mehr oder weniger energisch auch den Gedanken eines Separatfriedens im Osten, der den Status quo ante – abgesehen von einigen für durchsetzbar gehaltenen „Sicherungen und Garantien“ – wiederhergestellt hätte. Im November 1914 sowie im Februar und Juli 1915 ließ er über den dänischen König Christian X. und dänische Diplomaten entsprechende Vorstöße in Petrograd unternehmen (die aber trotz relativer Aufgeschlossenheit des Zaren durch das Übergewicht der russischen Kriegspartei um Außenminister Sasonow durchkreuzt wurden).
Auch Erich von Falkenhayn blieb – im Grunde nachdrücklicher als der Kanzler – bis zu seinem Sturz im August 1916 Verfechter eines deutsch-russischen Verständigungsfriedens, dessen Erfolgsaussichten er freilich seit Ende 1915 aufgrund des trotz großer deutscher Erfolge erklärten Willens der russischen Führung zum Weiterführen des Krieges an der Seite der Entente, ernüchtert beurteilte, obgleich er die Hoffnung auf einen solchen Frieden nicht vollkommen aufgeben wollte. Eine schnell wachsende und schließlich ausschlaggebende Gruppe im und neben dem Auswärtigen Amt plädierte dagegen schon seit Anfang August 1914 für eine Politik, die – unter der Voraussetzung einer ausreichend schwerwiegenden militärischen Niederlage Russlands – auf eine völlige „Dekomposition des russischen Reiches“ hinauslief. Protagonisten dieser Richtung waren neben Gottlieb von Jagow in erster Linie der Unterstaatssekretär Arthur Zimmermann, der vom Auswärtigen Amt in die Sektion Politik des Stellvertretenden Generalstabs abgestellte Rudolf Nadolny, der in der Zentralstelle für Auslandsdienst angestellte und dem Kreis um Hans Delbrück und Friedrich Naumann eng verbundene einflussreiche liberale Publizist Paul Rohrbach sowie die Professoren Theodor Schiemann und Johannes Haller.
Dieser Ansatz sah vor, durch energische ideologische, materielle und finanzielle Förderung mehr oder weniger stark ausgeprägter nationalistischer, autonomistischer und separatistischer Tendenzen – der Finnen, Esten, Letten, Litauer, Polen, Juden, Belarussen, Ukrainer, Krimtataren, Kubankosaken und verschiedener Kaukasusvölker – eine dauerhafte „Desintegration“ Russlands zu inszenieren, die zunächst dessen Kriegsanstrengungen lähmen und anschließend, in einem Friedensvertrag festgeschrieben, zur Grundlage des Aufbaus neuer, an Deutschland angelehnter Staatswesen werden sollte. Rohrbach und andere spielten am Rande auch mit dem Gedanken einer „Germanisierung“ des Baltikums. Auf Anregung Zimmermanns fand sich das Auswärtige Amt ab Herbst 1915 außerdem dazu bereit, in gewisser Weise die Tätigkeit russischer Revolutionäre zu fördern, also die nationalistische „Dekomposition“ durch eine soziale „Revolutionierung“ Russlands zu ergänzen.
Insbesondere das Ausmaß deutscher finanzieller Unterstützung für die Bolschewiki war jahrzehntelang Gegenstand (nicht nur) wissenschaftlicher Auseinandersetzungen. Die immer wieder behauptete politische und finanzielle Abhängigkeit der Bolschewiki von deutscher Unterstützung gilt in der Fachliteratur inzwischen als „Mythos“, wurde und wird aber in populärwissenschaftlichen und journalistischen Veröffentlichungen – vor allem im deutschen Sprachraum – auch in jüngerer Zeit umfangreich thematisiert. Eine herausragende Rolle spielte in allen amtlichen und öffentlichen Kriegszieldiskussionen in Deutschland bis zuletzt die „polnische Frage“, die sich auch zum „Schlüssel für das Verständnis der Beziehungen zwischen Wien und Berlin im ersten Weltkrieg“ entwickelte.

## Ausgangslage in Österreich-Ungarn

k.u.k. Doppeladler

### Zustand der Streitkräfte
Das Militär Österreich-Ungarn setzte sich neben der von beiden Reichsteilen beschickten Gemeinsamen Armee aus der k.k. Landwehr der österreichischen und der k.u.-Honved der ungarischen Reichshälfte zusammen. Diese politische Dreigliederung sorgte für eine Schwerfälligkeit der Militärpolitik innerhalb der Donaumonarchie. Das Offizierkorps der Gemeinsamen Armee und auch im Verteidigungsministerium dominierten Deutschösterreicher innerhalb der führenden Positionen. Unter den Militärs der Großmächte war die österreichisch-ungarische Armee jedoch die kleinste. Die Mobilisierungsstärke betrug rund 1,8 bis 2 Millionen Mann. Das Offizierkorps hatte aufgrund schlechter Bezahlung starke Nachwuchsschwierigkeiten. Die Militärausgaben waren seit 1870 von 29,1 % auf 19,7 % des Budgets verringert worden. Die Streitkräfte waren bewusst unterfinanziert, so dass nur rund 29 % der Wehrpflichtigen tatsächlich Dienst in Friedenszeiten leisten musste. Russland und das Deutsche Reich kamen hier auf rund 40 %. Frankreich sogar auf 86 %. Auch sorgten Querelen innerhalb der politischen Führung und des Offizierskorps zur Verzögerung von Modernisierungsmaßnahmen bei Bewaffnung und Ausrüstung.

### Planungen der Vorkriegszeit
Der 1879 geschlossene Zweibund sorgte für eine Bindung Österreich-Ungarns an das Deutsche Reich. Innerhalb der österreichisch-ungarischen Führung bestand jedoch durchaus ein Zwiespalt im Verhältnis zu Deutschland, da die Elite der Donaumonarchie Bevormundung durch den mächtigeren Verbündeten befürchtete. Der 1882 geschlossene Dreibund stellte eine formale Allianz mit Italien dar, jedoch war das Verhältnis Österreich-Ungarns zu Italien so fragil, dass die österreichische Führung bestenfalls mit einer italienischen Neutralität rechnete. Die ab 1907 stattfindende Annäherung zwischen Russland und dem Vereinigten Königreich führten zur Konstellation eines Zweifrontenkrieges der Mittelmächte gegen Frankreich und England auf der einen und Russland und dem Königreich Serbien auf der anderen Seite.
Gemeinsame Vorkriegsplanungen innerhalb der Mittelmächte fehlten. Es gab Absprachen zwischen den Generalstabschefs Moltke und Conrad, jedoch blieben diese sehr oberflächlich. Österreich-Ungarn wurde die Rolle zugedacht drei bis vier Wochen am Balkan und gegen Russland die Stellung zu halten, bis die deutsche Armee Frankreich besiegt hätte. Die österreichische Führung ordnete sich dem Schlieffen-Plan unter, der österreichische Generalstabschef Conrad von Hötzendorff plante jedoch falls möglich selbst zuerst Serbien auszuschalten um sich dann erst Russland zuzuwenden. Im Kriegsfall mit Russland sah die Planung der Gemeinsamen Armee in Galizien die A-Staffel mit drei Armeen gegen Russland in Stellung zu bringen. Eine Minimalgruppe Balkan sollte gegen Serbien in Stellung gebracht werden. Je nach Lage sollten die in der B-Staffel zusammengesetzten Reserven, welche eine Armee umfasste, entweder gleich gegen Russland oder zunächst gegen Serbien zur Wirkung gebracht werden. Die schwerpunktmäßig im Mittelmeer operierende k.u.k.-Kriegsmarine hatte sich mit der Aufstellung einer Donauflottille gegen Serbien auf den Krieg vorbereitet. Über diesen Fall hatte der k.u.k.-Generalstab keine weiteren Planungen, die weitere Strategie des Krieges blieb der deutschen Führung überlassen.
Die russische Seite war aufgrund der Agententätigkeit des österreichischen Obersten Alfred Redl von 1907 bis 1913 über die Planungen Österreich-Ungarns detailliert im Bilde. Da die Pläne von 1913 bis zum Kriegsausbruch jedoch auch fortwährend verändert wurden, blieb der eigentliche Geheimnisverrat nur mit geringen Folgen. Vielmehr behinderte die Agententätigkeit die nachrichtendienstlichen Aktivitäten der Donaumonarchie, da durch Redls Tätigkeit von russischer Seite eine effiziente Gegenspionage betrieben werden konnte.

## Ausgangslage im Russischen Reich

Flagge des Russischen Reichs

### Planungen der Vorkriegszeit
Das russische Reich hatte nach dem verlorenen Russisch-Japanischen Krieg von 1904/05 seine imperialistischen Bestrebungen in Asien aufgeben müssen und konzentrierte sich deshalb besonders auf den Balkan. Der Panslawismus, das Ziel, alle slawischen Völker zu vereinigen, brachte das Zarenreich zwangsläufig in einen Konflikt mit Österreich-Ungarn und dessen deutschen Verbündeten. Ebenso strebte man die Erringung eines freien Zugangs zum Mittelmeer und eines permanent eisfreien Hafens an der Ostsee an. Das an das russische Herrschaftsgebiet angrenzende Ostpreußen und ein Teil Westpreußens sollten annektiert werden. Für den Zugang zum Mittelmeer musste die Hoheit über den Bosporus gewonnen werden, was die russische Regierung zwangsweise in einen Konflikt mit dem Osmanischen Reich bringen würde, dessen weitere Existenz damit in Frage gestellt war.
Die russische Militärdoktrin erlebte zu Beginn des 20. Jahrhunderts einen Wendepunkt. Die russische Heeresführung hatte trotz der Bindung an Frankreich seit 1893 einen defensiven Standpunkt eingenommen. Es sollte hinter der Weichsel ein Verteidigungskrieg geführt werden. Die von drei Seiten durch Deutschland und Österreich-Ungarn umschlossenen und daher schwer zu verteidigenden westpolnischen Gebiete sollten vorläufig preisgegeben werden. Das änderte sich, als der russische Kriegsminister Suchomlinow im Jahre 1910 den Plan No. 19 verabschiedete. Dieser sah einen Vorstoß der Russen auf deutsches Territorium vor, um Frankreich von einem wahrscheinlichen Angriff im Zuge des Schlieffen-Plans zu entlasten. Der führende militärische Berater des Ministers Juri Danilow hatte für diesen Vorstoß Ostpreußen ausersehen, da es sowohl von Süden als auch von Nordosten angegriffen werden konnte. Sehr zur Unzufriedenheit seiner Schöpfer verhinderten die politischen und sozialen Rivalitäten innerhalb der Armee des Zaren die volle Durchsetzung des Plans.
Stattdessen trat eine Kompromisslösung in Kraft: die Aufspaltung der russischen Kräfte auf zwei Armeegruppen, jeweils eine gegen Deutschland und gegen Österreich-Ungarn. Der angepasste Plan stellte zwei Armeen für den Einmarsch auf den deutschen Gebietsvorsprung zur Verfügung. Die I. Armee (Njemen-Armee) unter General Paul von Rennenkampff sollte von der Memel vorstoßen, während die II. Armee (Narew-Armee) unter General Alexander Samsonow von Süden anmarschieren sollte. Zur gleichen Zeit sollte die Südwestfront unter Nikolai Iwanow in Galizien gegen die Donaumonarchie vorgehen.

### Soziale und politische Lage
Die gesellschaftliche Lage im Zarenreich war seit langem kritisch, der größte Teil der Menschen lebte in Armut. Die vom Zaren betriebene Autokratie sorgte für Unzufriedenheit bis in die Bürger- und Adelsschichten.
Nach dem Russisch-Japanischen Krieg und in der folgenden Rezession war es zur Russischen Revolution von 1905 gekommen. Die Intellektuellen stellten zudem Forderungen nach größerer Freiheit. Der Zar büßte im Inland an Autorität ein und konnte einen Umsturz nur durch Zugeständnisse an die Bevölkerung verhindern (Oktobermanifest). So entstand die Duma als erste russische Volksvertretung. Sie besaß durch die Verfassung kaum effektive Einflussmöglichkeiten. Doch kam ihr durch die expandierende Presse großer propagandistischer Einfluss auf das Volk zu. Dies schränkte die Handlungsfreiheit der Regierung des Reiches immer stärker ein, da die liberalen Abgeordneten die fundamentale Gegnerschaft zum Staat salonfähig machten. Sie bereiteten in dieser Hinsicht den extrem gewalttätigen linken Gruppen der Oktoberrevolution den Boden.
Dieser Gegensatz wurde durch die reaktionäre Politik des Zaren und sein Unverständnis für eine Modernisierung der politischen Struktur noch weiter verschärft. Somit wandelte sich Russland immer mehr zu einer schwachen Autokratie mit instabiler Regierung, die ständig auf die Strömungen einer ihr feindlich gesinnten Öffentlichkeit Rücksicht nehmen musste. Zwar wurde auch in Russland 1914 eine Art Burgfrieden geschlossen, doch er währte aufgrund der militärischen Rückschläge nicht lange.
Bereits 1915 wuchs der Unmut im Parlament immer weiter, und es kam zu Spannungen in der Duma, so dass der Zar diese auflöste und Abgeordnete trotz Immunität polizeilich verfolgen ließ. Es kam während der folgenden Jahre zu Demonstrationen und Streiks im gesamten Land, bis hin zur Februarrevolution 1917.

## Kriegsjahr 1914

### Mobilisierung und Aufstellung

#### Mittelmächte
Wie in den Vorkriegsplanungen vorgesehen, versammelte die deutsche Oberste Heeresleitung nach der Kriegserklärung an Russland (1. August) im Osten zunächst nur einen einzigen Großverband, die 8. Armee (10 1/2 Infanterie-Divisionen, 1 Kavallerie-Division) in Ostpreußen. Das Armeeoberkommando wurde von der OHL grundsätzlich auf die strategische Defensive festgelegt, gleichzeitig war ihm aber gestattet, nach Beginn des erwarteten russischen Vormarsches örtlich begrenzt offensiv zu werden, wenn günstige Aussichten – etwa im Bereich der Masurischen Seen – bestanden; außerdem erhielt es vorab die Erlaubnis, im „äußersten Notfalle (...) Preußen östlich der Weichsel“ aufzugeben.
Das österreichisch-ungarische Oberkommando bildete in Galizien die 1., 3. und 4. Armee sowie die Armeegruppe Kövess (zusammen 37 1/2 Infanterie-Divisionen und 12 Kavallerie-Divisionen), während die 5. und die 6. Armee gegen Serbien und Montenegro aufmarschierten (die gleichfalls hierfür vorgesehene 2. Armee wurde schließlich nach Galizien umdirigiert, traf aber erst nach Beginn der Operationen ein); es entschied, nach Abschluss des Aufmarsches mit der 1. und 4. Armee die im Raum Lublin-Cholm versammelten russischen Truppen anzugreifen, die restlichen Verbände sollten diesen Vorstoß durch Offensivhandlungen nach Osten und Nordosten decken. Im Rahmen dieser Konzeption spielte eine gewisse Rolle, dass Helmuth von Moltke dem österreich-ungarischen Generalstabschef Franz Conrad von Hötzendorf 1909 einen von Ostpreußen ausgehenden, zeitlich koordinierten deutschen Vorstoß Richtung Siedlce zugesagt hatte. Irgendwelche praktischen Schritte in dieser Richtung wurden von deutscher Seite jedoch nicht unternommen; über die tatsächlichen Dispositionen und die hierfür völlig unzureichende Stärke der 8. Armee wurden die Österreicher nicht informiert, stattdessen drängte der deutsche Verbindungsoffizier im k.u.k. Hauptquartier, Hugo von Freytag-Loringhoven, Conrad wiederholt zu Offensivaktionen (zu denen dieser ohnehin neigte). Inwieweit die nicht eingehaltene Zusage für den Entschluss zum Angriff ausschlaggebend – und damit für die nachfolgende Katastrophe indirekt verantwortlich – war, wurde schon während des Krieges intern und nach dem Krieg öffentlich kontrovers diskutiert.
Eine durchgehende „Front“ im Sinne der späteren Bedeutung des Wortes bestand im Osten vor allem auf Seiten der Mittelmächte in den ersten Kriegsmonaten noch nicht. Das österreichisch-ungarische Aufmarschgebiet im Süden – für die Donaumonarchie der Hauptkriegsschauplatz – und das deutsche im Norden – in den Augen der OHL generell und gerade zu Kriegsbeginn ein Nebenkriegsschauplatz – waren weder geografisch noch operativ miteinander verbunden. Der größte Teil der deutsch-russischen Grenze – insbesondere in den Provinzen Schlesien, Posen und Westpreußen – wurde zunächst nur durch schwache Sicherungskräfte zweiten und dritten Ranges (vgl. Landwehrkorps) gedeckt. Österreich-Ungarn bot abseits des Hauptkriegsschauplatzes 2 1/2 Infanterie-Divisionen und eine Kavallerie-Division zur Deckung Krakaus auf.

#### Russland
Das russische Oberkommando (vgl. Stawka) unter Leitung des Großfürsten Nikolai Nikolajewitsch bildete eine gegen Ostpreußen gerichtete Nordwestfront (1. und 2. Armee, zu Beginn der Kämpfe 19 Infanterie- und 8 Kavallerie-Divisionen) und eine gegen Galizien gerichtete Südwestfront (3., 4., 5. und 8. Armee, zu Beginn der Kämpfe 46 Infanterie- und 18 Kavallerie-Divisionen). Außerdem begann es nach wiederholtem Drängen Großbritanniens und Frankreichs schon am 7. August mit der Aufstellung zweier weiterer Armeen (der 9. und der 10.) in Zentralpolen, mit denen Vorstöße gegen Breslau bzw. Posen unternommen werden sollten. Dafür zog es vor allem Truppen heran, die ursprünglich für die Nordwest- und die Südwestfront vorgesehen waren. Wenig günstig war zudem, dass der russische Oberbefehlshaber den Vertretern der westlichen Alliierten versichert hatte, nach Ablauf des 15. Mobilmachungstages mit beiden Fronten zu offensiven Aktionen gegen die Mittelmächte in der Lage zu sein. Großbritannien und Frankreich bestanden im kritischen Augenblick darauf, diese Zusage umzusetzen, obwohl insbesondere der Aufmarsch gegen Österreich-Ungarn zu diesem Zeitpunkt noch lange nicht abgeschlossen war.

### Kriegsverlauf

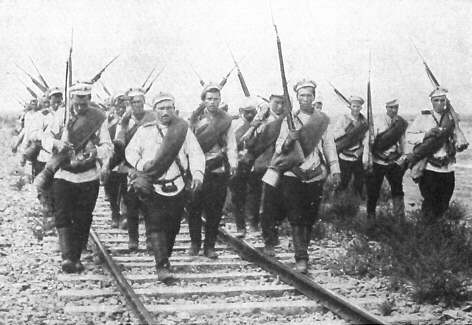
Russische Infanteristen auf dem Vormarsch entlang einer Eisenbahnlinie

Um das oberschlesische Industriegebiet besser abschirmen zu können, besetzten deutsche Truppen am 3. August Tschenstochau und Kalisch. Letzteres wurde – als „Vergeltung“ für angebliche Übergriffe der Zivilbevölkerung – am 7./8. August mit Artillerie beschossen und brannte zu großen Teilen nieder (Zerstörung von Kalisz). Mit dem am 17. August beginnenden Eindringen der russischen 1. Armee nach Ostpreußen setzten im Osten die Operationen von strategischer Bedeutung ein (vgl. Gefecht bei Stallupönen). Die russische 2. Armee überschritt die deutsche Grenze zwei Tage später. Nach der deutschen Niederlage bei Gumbinnen (19.–20. August) wurden der Oberbefehlshaber und der Stabschef der 8. Armee, die in einem Telefongespräch mit der OHL bezweifelt hatten, dass die Weichsellinie zu halten sein würde, abgelöst und durch Paul von Hindenburg und Erich Ludendorff ersetzt. Gleichzeitig entschied Moltke, die 8. Armee durch zwei aus dem Westen abzuziehende Armeekorps zu verstärken. Noch bevor diese Truppen eintrafen, konnte die 8. Armee die russische 2. Armee in der Schlacht bei Tannenberg (23.–31. August) fast vollständig zerschlagen. Wenig später unterlag in der Schlacht an den Masurischen Seen (8.–10. September) auch die russische 1. Armee, die sich anschließend über die Grenze zurückzog.
Damit war der russische Vorstoß gegen Ostpreußen gescheitert. Eine weitere, in ihrer Zielsetzung begrenztere russische Offensive führte zwei Monate später zwar zur vorläufigen Besetzung der östlichen Teile Ostpreußens, lief sich Mitte November aber in den inzwischen stark ausgebauten deutschen Stellungen entlang der Angerapp und der Masurischen Seen fest. Zu diesem Zeitpunkt hatte sich der Schwerpunkt der deutsch-russischen Front bereits nach Süden verlagert.
Während sich die russischen Truppen Mitte September aus Ostpreußen zurückzogen, operierten die gegen Österreich-Ungarn aufgebotenen Armeen weitaus erfolgreicher. Da die russische Südwestfront und die k.u.k. Armeen ihre offensiven Operationen fast gleichzeitig begannen, entwickelten sich in der zweiten Augusthälfte mehrere große Begegnungsschlachten, an denen hunderttausende Soldaten beteiligt waren (→ Schlacht in Galizien). Trotz der österreichischen Siege bei Kraśnik (22.–25. August) und Komarów (26.–31. August) und anfänglich aussichtsreichem Vordringen der k.u.k. Truppen südlich Lublin wendete sich schon Ende August das Blatt. Nach mehreren Niederlagen vor allem auf dem rechten Flügel (Schlacht bei Złoczów am 26./27. August, Schlacht bei Brzeżany am 26. August) und dem Verlust Lembergs (30. August) befahl Conrad seinen bereits schwer angeschlagenen Armeen eine Gegenoffensive, die in der Schlacht bei Lemberg (7.–11. September) scheiterte. Am 11. September musste das österreichisch-ungarische Oberkommando den allgemeinen Rückzug befehlen. Dieser war stellenweise von Auflösungserscheinungen begleitet; etwa 100.000 Soldaten gaben sich gefangen, erst östlich von Krakau und im Vorfeld der Karpaten kam die Absetzbewegung – begünstigt durch das zögerliche Nachrücken der ebenfalls stark geschwächten russischen Truppen – zum Stehen. Die Festung Przemyśl, in der mehrere Divisionen eingeschlossen waren, lag nun weit im russischen Hinterland (→ Belagerung von Przemyśl). Für dieses Desaster – neben den Gefangenen wurden 322.000 Tote und Verwundete verzeichnet, zudem waren aufgrund des fluchtartigen Abrückens große Mengen Kriegsmaterial und etwa 1.000 dringend benötigte Lokomotiven verlorengegangen – machten die Wiener Regierung und das Armeeoberkommando in erster Linie die „arglistige Täuschung“ durch ihren Bundesgenossen verantwortlich.
Für den Fall, dass weiterhin Maßnahmen zur Unterstützung der österreichisch-ungarischen Kriegführung ausblieben, wurde der deutschen Seite – der Conrad am 5. September vorwarf, seine Truppen „im Stich gelassen“ und stattdessen lieber die „Gestüte in Trakehnen und die Hirschjagden in Rominten“ geschützt zu haben – indirekt mit einem Sonderfrieden gedroht. Die OHL war allerdings ohnehin zum Handeln gezwungen, da sich durch den russischen Aufmarsch in Zentralpolen nun eine ernste Bedrohung der preußischen Provinzen Schlesien und Posen abzeichnete. Sie bildete aus Teilen der 8. Armee, Reserven und Zuführungen aus dem Westen in Oberschlesien die neue 9. Armee, die zusammen mit der österreich-ungarischen 1. Armee gegen Warschau und Iwangorod vorgehen sollte. Dieser Vorstoß begann am 28. September und gipfelte in der Schlacht an der Weichsel, in der die deutsch-österreichische auf die am 5. Oktober begonnene russische Offensivbewegung traf. Anfang Oktober begannen auch die österreich-ungarischen Armeen in Galizien eine Offensive, die anfänglich erfolgreich war und vorübergehend zur Aufhebung der Einschließung Przemyśls führte. Bis Ende Oktober waren jedoch beide Angriffsoperationen vollständig gescheitert, die Kriegführung der Mittelmächte geriet erneut in eine schwere Krise.

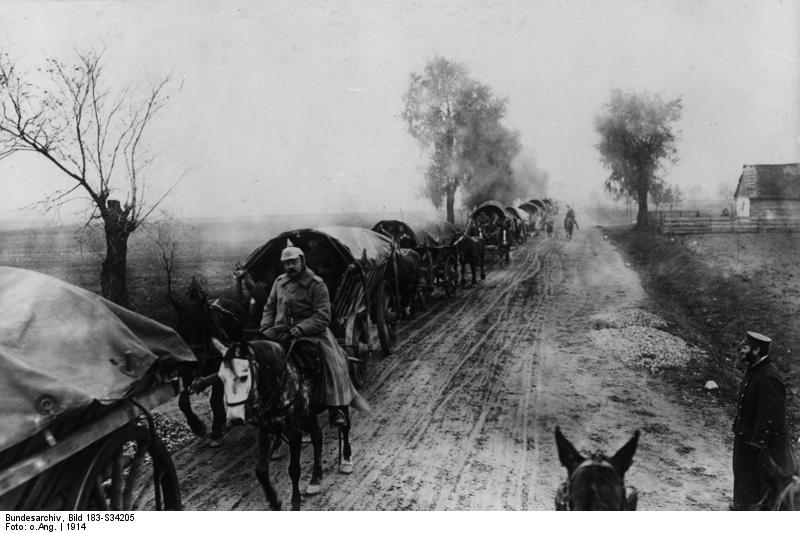
Deutsche Nachschubkolonne an der Ostfront, 1914

Zur besseren Koordination der deutschen Operationen im Osten wurde am 1. November eine neue Kommandobehörde gebildet (Oberbefehlshaber Ost, kurz Ober Ost oder Oberost), an deren Spitze Hindenburg und Ludendorff berufen wurden. Ihr wurden neben der 8. und 9. Armee alle deutschen Verbände und militärischen Dienststellen in den Provinzen Ostpreußen, Westpreußen, Pommern, Posen und Schlesien unterstellt. Oberost agierte von Beginn an „fast unbeschränkt selbständig“ und entwickelte sich bald zu einem militärisch-politischen Zentrum der Verfechter einer besonders aggressiven und weitreichenden deutschen Kriegführung und Kriegszielplanung. Hindenburg und Ludendorff entschlossen sich nach dem Erlahmen der russischen Offensive, aus dem Raum Hohensalza-Thorn heraus einen riskanten Vorstoß in die Flanke der russischen Südwestfront zu führen. Dazu verlegten sie per Eisenbahn binnen weniger Tage die Masse der 9. Armee nach Norden. Der für die russische Seite völlig überraschende Angriff begann am 11. November und führte nach wechselvollen Kämpfen (→ Schlacht um Łódź) zur deutschen Besetzung von Łódź (6. Dezember).
Während und nach dieser Operation entwickelte sich die erste einer Reihe von schweren Auseinandersetzungen zwischen Oberost und der neuen OHL um Erich von Falkenhayn. Hindenburg, Ludendorff und deren wichtigster Mitarbeiter Max Hoffmann warfen Falkenhayn vor, durch die Verweigerung weiterer Truppenzuführungen und die Fortsetzung der deutschen Angriffe im Westen (→ Erste Flandernschlacht) eine kriegsentscheidende Niederlage Russlands verhindert zu haben. Falkenhayn bewertete die Situation dagegen weitaus zurückhaltender und hielt allenfalls ein Zurückdrängen der russischen Truppen auf Warschau für möglich. Unterdessen errangen österreich-ungarische Truppen in der Schlacht bei Limanowa–Lapanow (5.–15. Dezember) einen Sieg gegen auf Krakau vorstoßende russische Truppen und warfen diese auf Gorlice und hinter den Dunajec zurück. Ein deutscher Vorstoß in Nordpolen kam in der zweiten Dezemberhälfte an der Rawka zum Stehen. Damit war am Jahresende auch im Osten eine durchgehende, aber bei weitem nicht so stark wie im Westen ausgebaute Stellungsfront entstanden, die im Norden am Kurischen Haff begann, östlich Tilsit, Gumbinnen, Lötzen und Johannisburg Ostpreußen von Nord nach Süd durchzog, in Russisch-Polen scharf nach Südwesten abbog, sich bei Płock wieder nach Süden wandte, nordwestlich von Tarnów österreichisches Territorium erreichte, in südöstlicher Richtung quer durch die Karpaten führte und schließlich südlich des von russischen Truppen besetzten Czernowitz auf die rumänische Grenze traf.
Die operativen Anfangsplanungen Russlands und Österreich-Ungarns waren am Jahresende gescheitert, während die deutsche Seite ihr zu Kriegsbeginn formuliertes Hauptziel – die defensive Behauptung der deutschen Ostgebiete – fast vollumfänglich erreicht hatte. Das verbündete österreichisch-ungarische Heer hatte indes Schläge hinnehmen müssen, von denen es sich in der Folge nie wieder ganz erholte. Bis Ende 1914 hatte es an Toten, Verwundeten, Kranken, Gefangenen und Vermissten 1,269 Millionen Mann verloren, davon etwa eine Million Mann an der russischen Front.
Diese Ausfälle konnten mit Anstrengungen zwar quantitativ, aber nicht qualitativ – sie hatten insbesondere die Linienregimenter der Vorkriegszeit getroffen – ersetzt werden. Mit Ostgalizien und der Bukowina waren fruchtbare Agrargebiete und wichtige Ölfelder verlorengegangen. Nur die alles andere als gesicherte Verteidigung der Karpatenpässe hielt die russischen Truppen noch von einem Vorstoß in die ungarische Tiefebene ab (→ Winterschlacht in den Karpaten).
Die militärische und politische Abhängigkeit der k.u.k. Monarchie von Deutschland hatte sich so bis zum Jahresende weiter verstärkt, während parallel der Einfluss der Entente auf die Haltung Italiens und Rumäniens gegenüber dem geschwächten Österreich-Ungarn stark zugenommen hatte. Da durch die entstandene Lage die reale Gefahr einer vollständigen Niederlage der Donaumonarchie bestand, sah sich die OHL gezwungen, 1915 wesentlich stärkere Kräfte als bislang im Osten zu konzentrieren und im Westen insgesamt defensiv zu bleiben.

## Kriegsjahr 1915

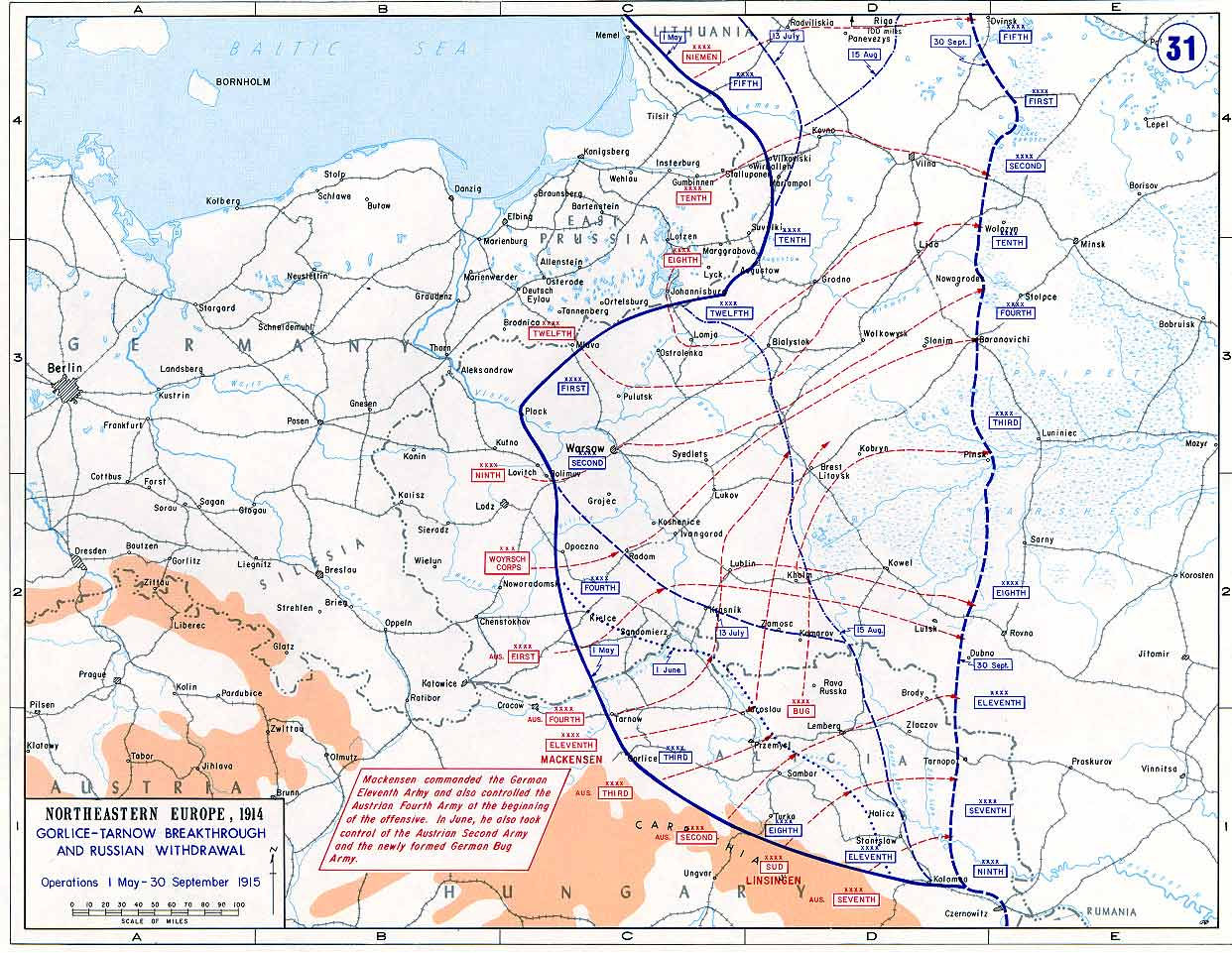
Kriegsverlauf 1915

Das Jahr 1914 hatte für die Mittelmächte eine prekäre Lage hinterlassen. Zwar waren die Angriffe der Nordwestfront gegen Ostpreußen abgewehrt worden. Die zweite russische Heeresgliederung, die Südwestfront unter Nikolai Iwanow hatte allerdings gegen Österreich-Ungarn einen Sieg errungen. Aufgrund von Querelen innerhalb der Führung und des veralteten taktischen Niveaus der k.u.k. Armee war es den Russen gelungen, fast ganz Galizien zu erobern und in die Karpaten vorzudringen. Damit stand die Donaumonarchie vor einer ernsthaften strategischen Bedrohung, da die Streitkräfte des Zaren mit einem Stoß durch die Karpaten in die Ungarische Tiefebene eindringen konnten.
Am deutschen Frontabschnitt ergab sich allerdings nach den Siegen von 1914 eine weitere Entlastung. Die Nordwestfront der Russen unter General Nikolai Russki plante einen neuen Vorstoß nach Ostpreußen. Zwar war man durch die Verluste des Vorjahrs geschwächt und hatte nur noch eine einsatzfähige Armee an der deutschen Grenze postiert. Dank der großen Reserven an Menschen und Material wollte Russki allerdings im Süden der deutschen Provinz eine neue Armee aufstellen. Mit diesen Kräften sollte analog zu dem Vorgehen, das zum deutschen Sieg in Tannenberg geführt hatte, ein Doppelschlag gegen Königsberg geführt werden. Die deutschen Truppen wurden aber durch eine neu aufgestellte Armee verstärkt und konnten nun mit zwei Armeen die noch verbliebene russische Armee unter Thadeus von Sievers an ihren Flanken angreifen und sie über einhundert Kilometer zurückschlagen (→ Winterschlacht in Masuren). Die neue russische Armee war bis zum Ende der Schlacht noch nicht einsatzfähig und griff nicht in die Gefechte ein. Durch diesen Erfolg hatte das deutsche Führungsduo Hindenburg und Ludendorff einen breiten Puffer gegen das Zarenreich geschaffen und die sieben Monate lange Gefährdung Ostpreußens durch russische Angriffe gebannt. Ein Zusammenbrechen der russischen Front konnte allerdings nicht erreicht werden, ebenso wenig ein Erfolg in Polen.

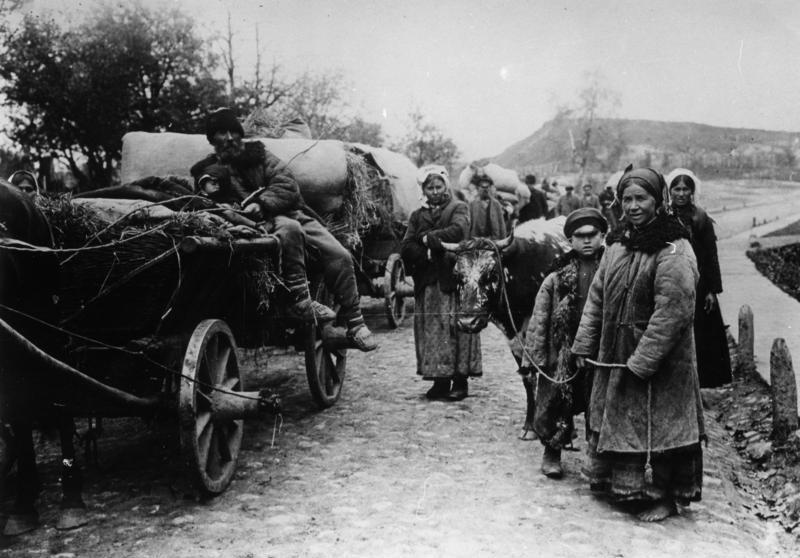
Fliehende russische Bauern, 1915

Der österreichische Heeresbefehlshaber Conrad von Hötzendorf begegnete der Gefahr für Ungarn im Dezember 1914 und befahl eine Offensive in den Bergen nördlich des magyarischen Kernlands. Diese Winterschlacht in den Karpaten brach jedoch bis zum März 1915 zusammen. Aufgrund der winterlichen Witterung und der starken Verteidigung ihrer Gegner verlor die k.u.k. Armee über 300.000 Soldaten.
Diese Verluste wogen für Österreich-Ungarn doppelt schwer. In der Vorkriegszeit waren wegen finanzieller Erwägungen nur 20–25 % der Dienstpflichigen überhaupt in die Armee eingezogen worden. Davon erhielt auch nur ein Zehntel die vollständige militärische Ausbildung. Somit konnte die Armee nur auf unzureichend ausgebildete Reserven zurückgreifen, um ihre Verluste zu ersetzen.
Analog zu den Mannschaften erwiesen sich die hohen Verluste an Offizieren als weiteres fatales Minus für die Kampfkraft des Heeres. Die altgedienten Offiziere wurden durch rasch ausgebildete Neulinge ersetzt. Diese neue Generation militärischen Führungspersonals war oft unfähig, die ethnisch heterogenen Truppen zu führen. Daraus folgte langfristig eine Entfremdung der slawischen Soldaten von ihren Befehlshabern. Nach dem von Conrad von Hötzendorf propagierten Befreiungsschlag stand Österreich vor dem Kollaps, die eigene Armee war demoralisiert und geschwächt, und die Russen standen weit im Reichsgebiet. Tatsächlich sollte die Winteroffensive in den Karpaten die letzte selbstständige Operation der k.u.k.-Streitkräfte werden. Von diesem Zeitpunkt an wurde die österreichische Armee immer mehr zum Juniorpartner ihres deutschen Verbündeten. Durch eine immer stärker werdende Verzahnung mit deutschem Führungspersonal sollte die militärische Kraft des Habsburgerstaats erhalten bleiben. Dies begann durch Hinzuziehung deutscher Truppen und deutschen Stabspersonals und setzte sich bis zum Kriegsende sogar, wenn auch in geringerem Ausmaß, bis zum Einsatz deutscher Unteroffiziere fort.
Bereits im Januar 1915 wandte sich General Ludendorff an den Befehlshaber der Obersten Heeresleitung, Erich von Falkenhayn und forderte ein deutsches Eingreifen, um den Zusammenbruch des Verbündeten zu verhindern. Ludendorff schlug eine doppelte Umfassung über den Bereich der ganzen Ostfront vor, bei dem die Österreicher von Südwesten und die Deutschen von Nordwesten die russischen Truppen in Polen in einem mehrere hundert Kilometer tiefen Kessel einschließen sollten. Falkenhayn befand diesen Plan als zu unsicher und wollte dafür keine Truppen von der Westfront abziehen. Er favorisierte einen Plan, den Conrad von Hötzendorf aufgestellt hatte. Das Ziel des Angriffs sollte eine Schwachstelle in der III. Armee der russischen Südwestfront in Südgalizien sein. An diesem schwach verteidigten Frontabschnitt wollte der österreichische Heereschef eine möglichst große zahlenmäßige Überlegenheit konzentrieren, um einen Durchbruch zu erzielen. Diese klassische Planung clausewitzschen Typs hieß Falkenhayn gut, er bezweifelte nur die Fähigkeit der Österreicher, sie auch durchzuführen. Zur Unterstützung der Donaumonarchie entsandte er die 11. Armee unter August von Mackensen, wodurch das Deutsche Reich zahlenmäßig den Hauptteil der Kräfte für die Operation stellte. Das Unternehmen ging als Schlacht von Gorlice-Tarnów in die Geschichte ein und brachte die Wende an der Ostfront. Die russische Front brach infolge des deutschen Durchbruchs zusammen und die russische Armee musste Polen vollkommen räumen, bevor sie wieder aus ihrer Desorganisation fand.

### Russische Munitions- und Führungskrise
Nach der Katastrophe bei Gorlice-Tarnów zog sich das Heer des Zaren zunächst an den Fluss San zurück, doch auch diese Stellungen konnten nicht gehalten werden. Die russische Armee musste ganz Polen räumen, da es der Stawka unmöglich war, die Verluste auszugleichen und die Frontlinie zu konsolidieren. Dieses Manöver in Richtung des Landesinneren ging als „Großer Rückzug“ in die russische Geschichte ein und gab bis zum Herbst 1915 große Teile der westlichen Grenzgebiete den Mittelmächten preis. Das russische Oberkommando machte für die Verluste des Kriegsjahrs den Mangel an Artilleriemunition verantwortlich (die sogenannte Munitionskrise betraf allerdings alle kriegführenden Parteien 1915). In der Produktion zeigten sich große Schwächen: Die Munitionsbeschaffung im Zarenreich war problematisch, das Vertrauen des Militärs in die eigene Industrie gering und die Bereitschaft zu Investitionen in die Betriebe bis 1916 unterentwickelt. Dies war auch teilweise begründet, da die russische Privatwirtschaft im Vergleich zu Staatsbetrieben oder dem Ausland teuer produzierte. Der Ausweg, den das Kriegsministerium versuchte, ließ aber die Munitionsversorgung vollkommen zusammenbrechen. Der russische Geschossbedarf sollte zu knapp 50 % aus Großbritannien und den USA gedeckt werden. Da die beauftragten Firmen damit voll ausgelastet waren, die Bedürfnisse der Westmächte zu decken, wurde bis zum Sommer 1916 nur 12 % der verlangten Stückzahlen geliefert. Doch selbst die angelieferten Rüstungsgüter konnten aufgrund der unzureichenden Infrastruktur erst spät genutzt werden. Ein Umdenken im Kriegsministerium und im Großen Hauptquartier erfolgte im Winter 1915. Bereits im folgenden Jahr konnte die russische Armee ihre Munitionsproduktion um den Faktor 2,5 steigern und ihren Bedarf ohne die mangelhafte Hilfe der Verbündeten decken. Der Preis hierfür waren allerdings hohe Kaufpreise. Dies führte zu einer enormen Staatsverschuldung und damit einem weiteren Anheizen der kriegsbedingten Inflation.
Der katastrophale Verlauf des Kriegsjahrs 1915 mit dem Verlust großer Gebiete und dem Verlust von 3 Millionen Soldaten, darunter 300.000 Gefallenen löste in Russland eine innenpolitische Krise aus. Der Kriegsminister Wladimir Suchomlinow wurde in der Presse des Landesverrats bezichtigt und wurde im Juni 1915 durch Alexei Poliwanow ersetzt. Im August 1915 setzte der Zar Großfürst Nikolai Nikolajewitsch als Oberbefehlshaber des russischen Heeres ab und übernahm diesen Posten formal selbst. Ebenso tauschte der Zar den Generalstabschef Nikolai Januschkewitsch durch Michail Alexejew.

### Ober Ost
Nachdem die deutschen Truppen große Gebiete im Osten erobert hatten, wurde das Militärverwaltungsgebiet Ober Ost unter Leitung des Oberbefehlshabers der gesamten deutschen Streitkräfte im Osten gegründet. Die deutsche Militäradministration umfasste Teile des heutigen Polen, Litauen und Lettland. Dieses Gebiet wurde unter dem Einfluss Ludendorffs zu einem Modell für die deutsche Besatzungspolitik ausgebaut. Die endgültige politische Zielsetzung in den betroffenen Gebieten blieb jedoch aufgrund widerstreitender Interessen innerhalb Deutschlands, aber auch gegenüber Österreich-Ungarn, unklar. Primäres Interesse der deutschen Stellen war die ökonomische Kontrolle der Region mit dem Ziel der Ausbeutung der landwirtschaftlichen Ressourcen, um die Auswirkungen der britischen Seeblockade in Deutschland abzumildern. Im Zuge der Kriegswirtschaft wurden sämtliche ökonomische Aktivitäten und auch das Transportwesen unter Aufsicht deutscher Militärbehörden gestellt und ein System der Zwangsrequirierung von Arbeitskräften, Ressourcen und Erzeugnissen wurde in die Wege geleitet. Das Gebiet sollte allerdings auch kulturell unter deutsche Oberhoheit fallen. Hierzu wurde eine Erschwerung der Hochschulbildung im Baltikum für nichtdeutsche Einheimische veranlasst, um eine gebildete Elite und somit eine mögliche Keimzelle einer Autonomie gar nicht erst aufkommen zu lassen. Ebenso sorgte eine weitgehende Buch- und Zeitungszensur dafür, dass jede antideutsche Stimme in der öffentlichen Meinung unterdrückt wurde. Das Schulsystem wurde einem deutschen Kulturprogramm unterworfen. Die unterschiedlichen politischen Zielsetzungen in diesem Gebiet reichten von einer Eingliederung von kleineren polnischen Grenzgebieten (entlang dem Fluss Warthe) und der Gründung von monarchischen Satellitenstaaten (mit deutschen Adeligen an der Staatsspitze) bis zur völligen Annexion weiter Gebiete und deren vollständiger Eingliederung in das Deutsche Reich. Aufgrund dieser Gegensätze war die deutsche Besatzungspolitik im Bereich von Ober Ost nicht einheitlich und wandelte sich auch stetig mit der Veränderung der politischen und militärischen Lage.

## Kriegsjahr 1916

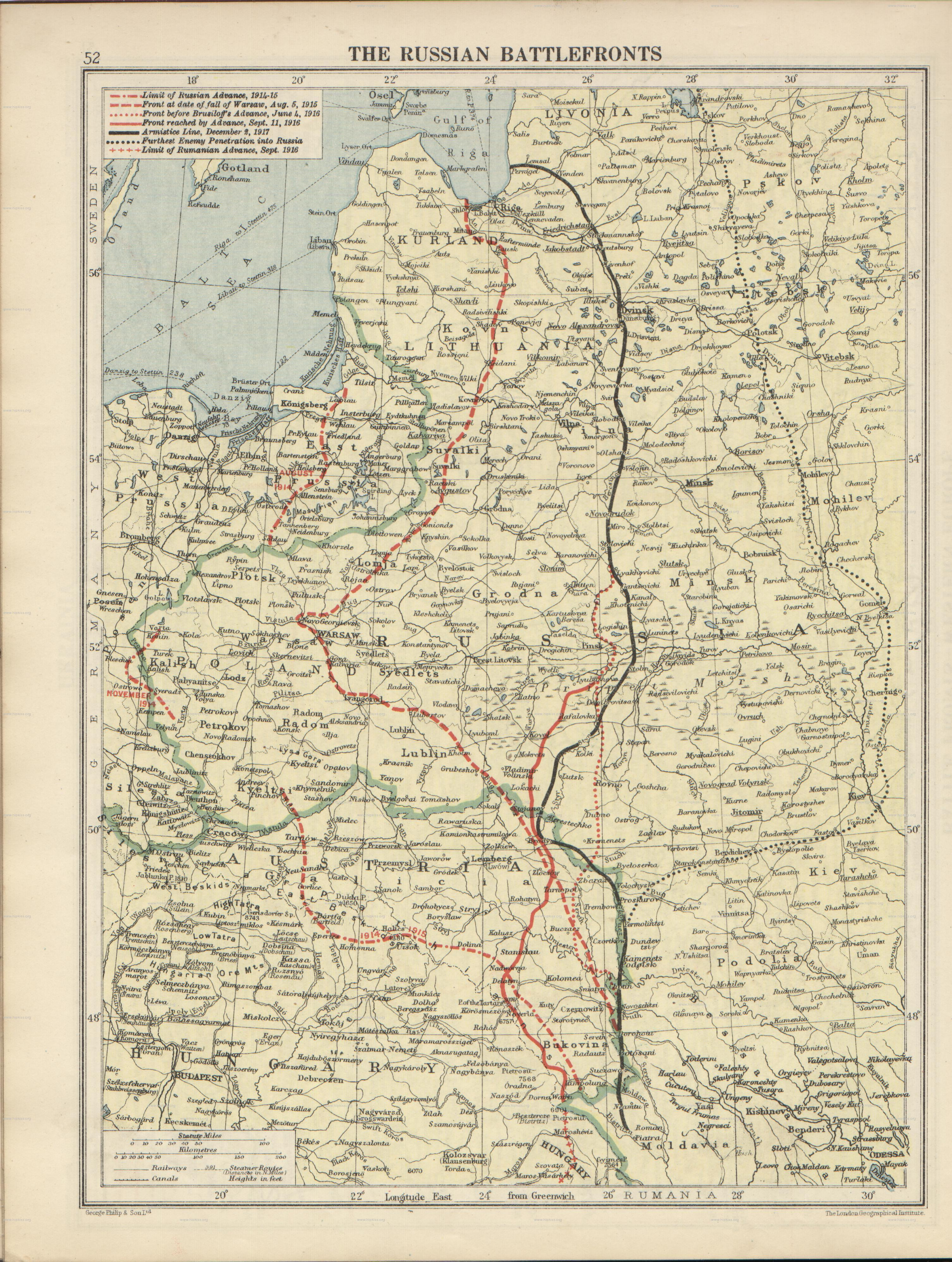
Frontlinien der Jahre 1915, 1916 und 1917

### Schlacht am Naratsch-See
Das Kriegsjahr 1916 brachte für die russische Militärführung eine Erholung. Die Munitionskrise war durch Steigerung der Eigenproduktion überwunden worden, und somit sah das russische Große Hauptquartier die Armee wieder als aktionsfähig an. Die alte Elite der zaristischen Armee hatte allein den Mangel an schwerer Artillerie und an Geschossen für die schweren Niederlagen der ersten beiden Kriegsjahre verantwortlich gemacht. Eine eingehende Analyse der veralteten Taktiken fand nicht statt. Dies wurde dadurch begünstigt, dass die meist adligen hohen Offiziere überaltert waren und sich auch sozial von ihren meist kleinbürgerlichen Truppenführern abschlossen. Weite Teile der russischen Stäbe schafften es den ganzen Krieg über nicht, sich über das Niveau der Militärtheorien der Vorkriegszeit zu erheben. Infolgedessen wurde im Frühjahr 1916 an der Nordwestfront im Gebiet von Belarus eine den alten Konventionen entsprechende Offensive geplant. Diese Schlacht am Naratsch-See wurde mit mehr als einhunderttausend Mann Verlusten zu einem Debakel.
Daraus resultierte eine teilweise psychologische Lähmung der russischen Heeresführung. Sogar der Oberkommandierende Alexejew zweifelte am Sinn irgendeiner neuen Offensivoperation. Nachdem man die ersten zwei Jahre in den hohen Stellen materielle Probleme vorgeschoben hatte, erzielte man mit einer Überlegenheit an Mensch und Material auch nur desaströse Ergebnisse. Damit stellte die Schlacht am Naratsch-See eine bedeutende Zäsur des Krieges dar. Sie war die letzte aktive Operation der alten Militärelite. Die betreffenden Offiziere wurden zwar nicht abgesetzt, aber sie glaubten nicht mehr an den Sinn einer Offensive und zeigten auch keine Neigung mehr, solche Unternehmen zu starten.

### Brussilow-Offensive

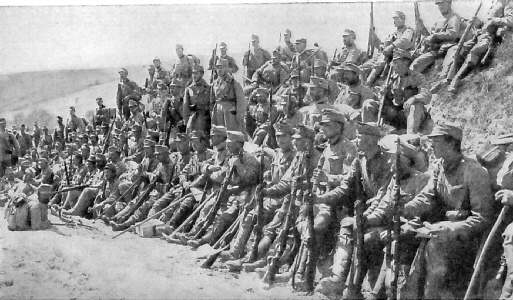
k.u.k. Infanterie

Während ein großer Teil des Generalstabs resigniert sämtliche Fehler auf den einfachen Soldaten abwälzte, gab es allerdings doch taktische Neuentwicklungen in der russischen Armee. Alexei Brussilow hatte bereits in den vorherigen Kriegsjahren ein neues Konzept entwickelt.
Die alte Taktik sah vor, an eng begrenzten Abschnitten möglichst viele Kräfte zu konzentrieren und nach einem langen Artillerieangriff die Infanterie im Sturm auf die feindlichen Stellungen zu jagen. Dies führte zu großen Verlusten, ohne entscheidende Erfolge zu erzielen. Brussilow schaffte es, eine erfolgreichere Taktik auszuarbeiten. Einerseits schlug er den Angriff in einem mehrere hundert Kilometer langen Frontabschnitt aus mehreren Richtungen vor. Dadurch sollte der Gegner an einer schnellen und planvollen Verteilung seiner Reserven gehindert werden. Andererseits sollte man die Strecke, die die Infanterie zurücklegen musste, möglichst kurz halten. Hatten die russischen Schützen bis zur Naratsch-Schlacht fast einen Kilometer zurückzulegen, so ließ Brussilow die Gräben so nah wie möglich an die feindlichen Stellungen herantreiben. Durch diese Form der Schocktaktik gelang Brussilow die erste siegreiche Offensivoperation der zaristischen Armee seit 1914. Seine Brussilow-Offensive stürzte die Mittelmächte in eine zeitweilige Krise. Nach den ersten Erfolgen ging man allerdings wieder zu konservativen Taktiken über, was die Verluste auf russischer Seite in die Höhe trieb. Zwar standen im Winter 1916 russische Soldaten wieder an den Karpaten, dennoch war ein nachhaltiges Umschwenken auf die Schocktaktik nicht vollzogen worden. Dies wurde insbesondere dadurch begünstigt, dass weite Teile der Militärführung die Operation geringschätzten, da sie im Frontabschnitt der k.u.k. Armee durchgeführt wurde.

### Kriegseintritt Rumäniens

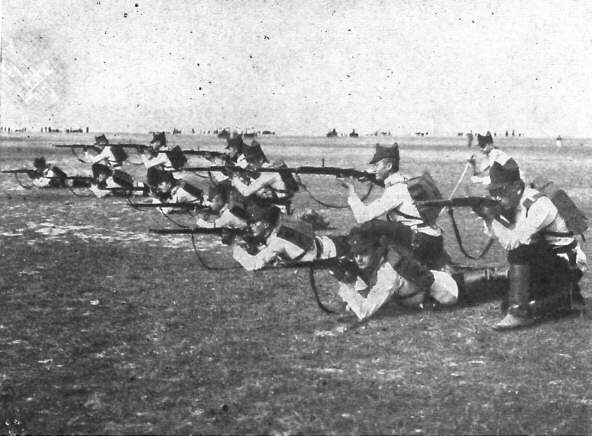
Rumänische Infanterie während der Ausbildung

Während die Militärs des Zarenreichs neue Wege beschritten, bemühte sich die politische Führung Russlands ebenfalls, die Situation zu verbessern. Im ganzen Verlauf des Weltkrieges versuchten die jeweiligen Großmächte, kleinere Staaten auf ihre Seite zu ziehen. Der Kriegseintritt Bulgariens auf Seiten der Mittelmächte stellte einen solchen gelungenen Versuch dar. Die russischen Politiker sahen in Rumänien das mögliche Zünglein an der Waage, um den Krieg zu Gunsten Russlands zu wenden. Nach der Planung der russischen Regierung sollten die Rumänen eine Offensive gegen Österreich-Ungarn starten und somit Deutschlands engsten Verbündeten ausschalten. Diese sehr optimistischen Erwartungen konnten in der Realität nicht eingelöst werden. Die rumänischen Streitkräfte waren zwar zahlenmäßig stark, aber vergleichsweise schwach gerüstet und mangelhaft geführt. Der in Russland bejubelte Kriegseintritt Rumäniens geriet zum Debakel. Die rumänische Armee drang zwar im Spätsommer 1916 in Siebenbürgen ein, wurde aber durch die Gegenoffensive der Donau-Armee (Heeresgruppe Mackensen) und der 9. Armee (General Erich von Falkenhayn) seit dem Herbst rasch zurückgedrängt. Dabei setzten die Deutschen auch ihre Kavallerie ein, bis gegen Jahresende die meisten berittenen Divisionen wegen Pferdeknappheit aufgelöst oder in Schützendivisionen umgewandelt wurden. Bereits Anfang Dezember 1916 fiel Bukarest. Bis zum Ende 1916 gelang es den Mittelmächten, fast das gesamte Staatsgebiet unter ihre Kontrolle zu bringen. Somit trat das ein, was der russische Stabschef Alexejew befürchtet hatte. Durch die Schwäche Rumäniens war nun Südrussland von den Mittelmächten bedroht. Die Intervention an der rumänischen Front stärkte Russland also nicht, denn die Truppenverlegungen dorthin schwächten den Schwerpunkt der Ostfront in Galizien und Wolhynien.
Im September 1916 erreichte das deutsche Reich vom immer abhängiger werdenden Österreich-Ungarn die Zusammenlegung der Befehlsgewalt der Mittelmächte in einer gemeinsamen Obersten Heeresleitung (dritte OHL), in der der deutsche Kaiser endgültiger Entscheider war. Die österreichische politische Führung setzte dies durch Erlass des Kaisers gegen den Widerstand ihrer militärischen Führer (deren oberster Chef Conrad von Hötzendorff war) durch. Die deutsche Seite fürchtete einen Zusammenbruch der Donaumonarchie und wollte den außenpolitischen Spielraum des Bündnispartners für einen Separatfrieden verkleinern.

## Kriegsjahr 1917
Zu Beginn des dritten Kriegsjahres herrschte in den Militärkreisen des Zarenreichs keineswegs Katastrophenstimmung. Man war im Gegenteil davon überzeugt, mit neuen Anstrengungen die Gesamtlage im Weltkrieg zu beeinflussen. Doch bis zum Start neuer Unternehmen war Russland schon im revolutionären Strudel versunken. Der Zusammenbruch der Versorgung der Bevölkerung schob weiteren Aktionen der zaristischen Militärführung einen Riegel vor.

### Ökonomischer Zusammenbruch Russlands
Das Jahr 1917 brachte für Russland das Ausscheiden aus dem Krieg. Man hatte zwar durch die Kampfhandlungen große Verluste an Menschen und Territorium hinnehmen müssen, doch war die militärische Lage nicht ausschlaggebend für den Zusammenbruch des Zarenreichs. Der Vielvölkerstaat litt mehr unter den wirtschaftlichen Verwerfungen, die der Krieg über das Land gebracht hatte. Dies beeinträchtigte die Moral der Bevölkerung derart, dass das politische Gefüge der dynastischen Monarchie durch die Februarrevolution hinweggefegt wurde. Da aber auch die liberale Regierung unter Kerenski den Krieg nicht abbrechen wollte und die Lage der Bevölkerung nicht bessern konnte, folgte der kommunistische Umsturz der Bolschewiken. Der Zusammenbruch offenbarte sich in einer Krise der Nahrungsversorgung, sowohl in der Armee als auch in den Städten. Dies demoralisierte die Streitkräfte, die in den Wirren des Umbruchs weitgehend passiv blieben und trieb die Arbeiterschaft der urbanen Zentren auf die Barrikaden.

Geldmenge und Inflation im Zarenreich 1914–1917

Ein wesentlicher Faktor für den Zusammenbruch des russischen Kapitalismus war der Zusammenbruch des Finanzsystems durch Inflation. Aufgrund der Kriegsanstrengungen musste die Regierung enorme Summen aufbringen, um die Streitkräfte auszubauen und zu unterhalten. Der kritische Punkt war, dieses ausgegebene Geld dem Staatshaushalt wieder in irgendeiner Weise zuzuführen. Dafür reichte das normale russische Steuersystem, das sich vor allem auf indirekte Steuern und Einkünfte aus staatlichen Monopolen deckte, nicht aus. Da sich der Staatsapparat dem politischen Druck nach weiterer indirekter Besteuerung und den administrativen Problemen direkter Steuern nicht gewachsen fühlte, fiel ein Ausbau des bestehenden Systems aus. Die Lösung hierbei sah man in einer breit angelegten Kampagne für Kriegsanleihen. Diese sollten den Bürgern durch die Gewährung einer fixen Rendite einen Anreiz geben, in den bevorstehenden Sieg des Zarenreichs zu investieren. Im Laufe des Krieges wurden insgesamt sechs Anleihen ausgegeben, sie scheiterten allerdings an der geringen Nachfrage. Die Inflation durch ein System von Anleihen zu festen Zinssätzen zu bekämpfen, war sinnlos, da für einen Anleger in Zeiten rasanter Geldentwertung diese Anleihen keinen Profit bieten konnten.
Somit blieb der russischen Regierung nur ein Ausweg, um den Staatsbankrott zu vermeiden, nämlich die Notenpresse anzuwerfen und den Staat durch neu generiertes Papiergeld zu finanzieren. Dies führte zu einem Anstieg der Gesamtgeldmenge um mehr als 800 %, was schließlich die Inflation mit ihren destabilisierenden Auswirkungen auf die Wirtschaft noch weiter förderte.
Eine weitverbreitete Legende über das Ende des russischen Reiches bildet der Ansatz, dass die Nahrungsproduktion aufgrund der Massenrekrutierung von Bauern und Knechten zurückging und somit die Revolution auslöste. Nach Schätzungen der Regierung war allerdings die für die Agrarwirtschaft nicht benötigte Bevölkerung in ländlichen Gebieten auf 22 Millionen im Jahre 1913 beziffert worden, und die zaristische Armee hatte während der ersten drei Kriegsjahre erst 17 Millionen Soldaten an die Front gerufen. Die Produktionszahlen für das Kriegsjahr 1917 führen den Erklärungsansatz der Minderproduktion noch mehr ad absurdum:
| Ernte 1917               | 62.391   |
| Vorrat für Aussaat       | – 11.220 |
| Reserven aus dem Vorjahr | + 10.958 |
| Verfügbare Menge         | = 62.129 |
| Gesamtverbrauch          | – 53.611 |
| Überschuss               | = 8.518  |

Nach diesen Produktionszahlen hatte die russische Kriegswirtschaft, trotz ihrer Verluste an Mensch und Anbaufläche, einen Überschuss erwirtschaftet. Demnach herrschte weniger ein Produktions- als vielmehr ein Verteilungsproblem. Die Struktur der landwirtschaftlichen Produktion hatte sich durch die drei Kriegsjahre mehr und mehr verändert. Die größten Landsitze, die in der Vorkriegszeit 25 % der Ernte bestritten hatten, waren aus der Produktion fast gänzlich ausgeschieden. Aufgrund der rasanten Inflation und der Verteuerung der Arbeit durch den Ausbau der Kriegsindustrie wurde für die Betreiber von Latifundien der Getreideanbau unrentabel. Dieses Land wurde daher an Kleinbauern verpachtet. Das System von kleinen Familienhöfen arbeitete zwar in der Produktion hervorragend, doch fehlten ihm die Anreize zum Verkauf seiner Produkte in die Städte. Während der Grundbesitzer direkt zu den Märkten der Städte Zugriff hatte, musste sich der gewöhnliche Bauer diesen erst über eine Linie von Zwischenhändlern verschaffen, was seinen Gewinn schmälerte. Falls der Landwirt seine Waren dennoch absetzte, bekam er dafür nur wenig attraktive Gegenleistungen. Der Bedarf der Armee resultierte zudem in einem astronomischen Preisanstieg für sämtliche industriell gefertigten Produkte.
Textilien verteuerten sich im Vergleich zu 1913 um 300 %, Eisenwaren um bis zu 1000 %. Somit wurden von der Ernte des Jahres 1917 nur noch 15 % des Getreides, statt der in der Vorkriegszeit üblichen 25 %, auf den freien Markt geworfen. Da sich der Bedarf der Städte durch die Flüchtlinge aus den von den Deutschen besetzten Gebieten erhöht hatte, führte dies zu den katastrophalen Unterversorgungen des letzten russischen Kriegsjahrs.

### Revolutionen in Russland

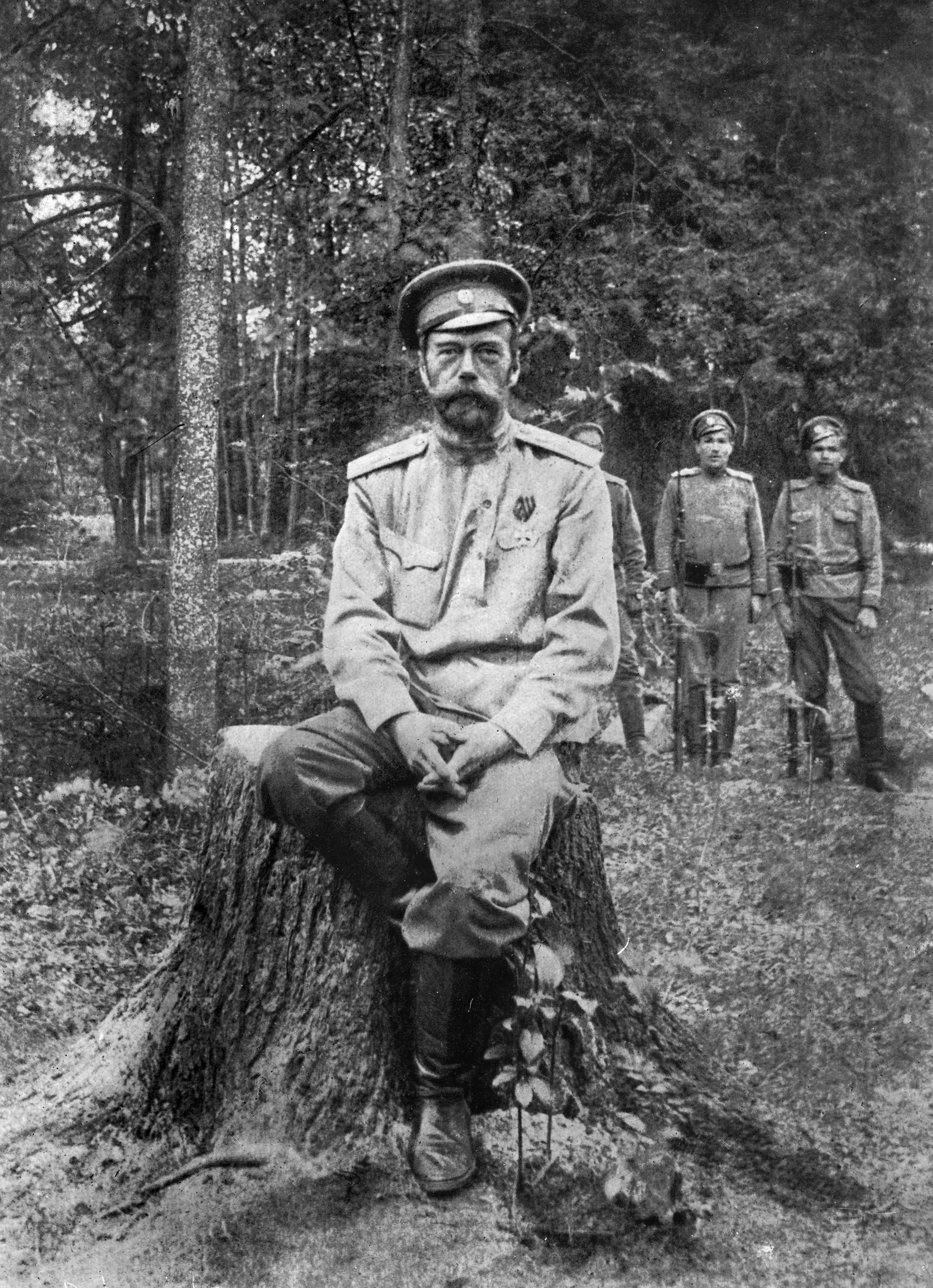
Zar Nikolaus II. nach seinem Sturz

Die immer schlechter werdenden wirtschaftlichen Bedingungen trafen die Bevölkerung hart. Der Krieg hatte hohe Verluste an Menschen gefordert und der größte Teil der Bevölkerung lehnte diesen mittlerweile ab. Die Inflation ließ die Reallöhne sinken. Es kam häufiger zu Streiks und Aufständen. Zar Nikolaus II., der sich voll auf das Kriegsgeschehen konzentrierte und die Politik seiner Frau Alexandra Feodorowna überließ, verweigerte jegliche politische Liberalisierung. Zahlreiche Minister, die bereit waren, der Duma und dem Volk Zugeständnisse zu machen, wurden entlassen. Dies sorgte auch in bürgerlichen Kreisen für Verärgerung und schwächte die Autorität des Zaren weiter.
Der harte Winter 1916/17 verschlimmerte die Versorgungslage der Bevölkerung. Der Staat versuchte, diese durch Zwangseintreibungen und neue Wirtschaftsplanungen zu verbessern. Viele Industriearbeiter widersetzten sich dem; Streiks und Unruhen breiteten sich aus. Am 18. Februarjul. / 3. März 1917greg. kam es zu einem Massenaufruhr. Der Zar erließ einen Schießbefehl, um die Lage unter Kontrolle zu bringen. Die Soldaten schlossen sich aber den Demonstranten an und versorgten diese mit Waffen. Den Demonstranten in Petrograd gelang es, die Macht zu übernehmen. Dies sorgte für ähnliche Vorfälle in anderen großen russischen Städten, wie Moskau. Am 22. Februarjul. / 7. März 1917greg. schloss sich die Duma der Revolution an und ernannte gegen den Auflösungsbefehl des Zaren ein provisorisches Komitee. Nikolaus II. wollte nun Fronttruppen in Richtung Petrograd vorrücken lassen. Die Armeeführung drängte den Zaren jedoch zum Rücktritt, damit eine Weiterführung des Krieges möglich blieb und die Revolution nicht auf die Feldtruppen übergriff.
Das nun entstandene Machtvakuum wurde sowohl von zahlreichen Arbeiter- und Soldatenräten als auch von der Duma beansprucht. Die Duma war hauptsächlich von bürgerlichen und liberalen Kräften geprägt, während die Sowjets (Räte) unterschiedlich stark von Menschewiki und Bolschewiki geprägt wurden. Von der Duma wurde am 10. Märzjul. / 23. März 1917greg. eine provisorische Regierung unter Georgi Lwow ernannt, die parallel zu den Räten agierte.
Lenin, der Anführer der Bolschewiki, wurde von der deutschen Heeresleitung aus seinem Exil in der Schweiz mit einem Zug nach Petrograd transportiert. Gerüchteweise erhielt er sogar 40 Millionen Goldmark Unterstützung. Das Deutsche Reich erhoffte sich von Lenin und den Bolschewiki, die den Krieg bereits 1914 ablehnten, einen Separatfrieden. In Petrograd verfasste Lenin am 4. Apriljul. / 17. April 1917greg. die Aprilthesen, die neben der Forderung einer Revolution durch die Bolschewiki auch die Forderung der sofortigen Beendigung des Krieges enthielten. Dies sollte in einem Frieden ohne Annexionen und Kontributionen geschehen.
Die Regierung, die an ihren Kriegszielen festhielt, veranlasste durch ihren Kriegs- und Marineminister Alexander Fjodorowitsch Kerenski die Kerenski-Offensive, die jedoch relativ schnell zusammenbrach. Immer häufiger kam es nun an der Front zu Fahnenflucht und informellen Waffenstillständen. Ein Putschversuch im Juli gegen die Regierung unter Lwow wurde zwar abgewehrt und Kerenski wurde Regierungschef. Dennoch beruhigte sich die Lage nicht mehr.
Die Bolschewiki gewannen immer weiter an Macht, da die Menschewiki und die provisorische Regierung es nicht schafften, die Situation der Menschen wesentlich zu verbessern. So gelang es den Bolschewiki, die Macht in den Moskauer und Petrograder Sowjets an sich zu ziehen. Leo Trotzki wurde Vorsitzender des Petrograder Militärischen Revolutionskomitees. Die Anführer der Bolschewiki bereiteten die Revolution vor und Anhänger der Bolschewiki bewaffneten sich. Am 22. Oktober übernahm das Revolutionskomitee unter Trotzki die Garnison. In der Nacht zum 25. Oktober kam es zur sogenannten Oktoberrevolution, in der die Bolschewiki strategische Punkte in Petrograd besetzten und das Winterpalais, das als Sitz der provisorischen Regierung gedient hatte, stürmten. Daraufhin übernahmen die Bolschewiki die gesamte Regierungsgewalt.
Am 9. Novemberjul. / 22. November 1917greg. wandte sich Lenin mit dem Funkspruch an alle an die russischen Truppen mit der Forderung, provisorische Waffenstillstände mit den Mittelmächten auszuhandeln, da der Oberkommandierende der russischen Truppen, General Nikolai Duchonin, sich weigerte, in Waffenstillstandsverhandlungen mit den Mittelmächten einzutreten.
In der Folge der Machtergreifung durch die Bolschewiki kam es zum Russischen Bürgerkrieg, in dem auch die Entente Truppen auf russischem Gebiet anlandeten, um die Weiße Armee im Kampf gegen die Kommunisten zu unterstützen. 2.500 Briten, 1.500 Franzosen und 1.500 Italiener nahmen an den Kämpfen teil. 70.000 Japaner und 8.000 US-Soldaten landeten im russischen Fernen Osten. Frankreich stationierte in Odessa einen Flottenverband, der aber zurückgezogen wurde, nachdem es unter den Matrosen zu einem Aufstand gekommen war.

## Kriegsjahr 1918

### Die Friedensverträge mit Sowjetrussland, Rumänien, Finnland und der Ukraine

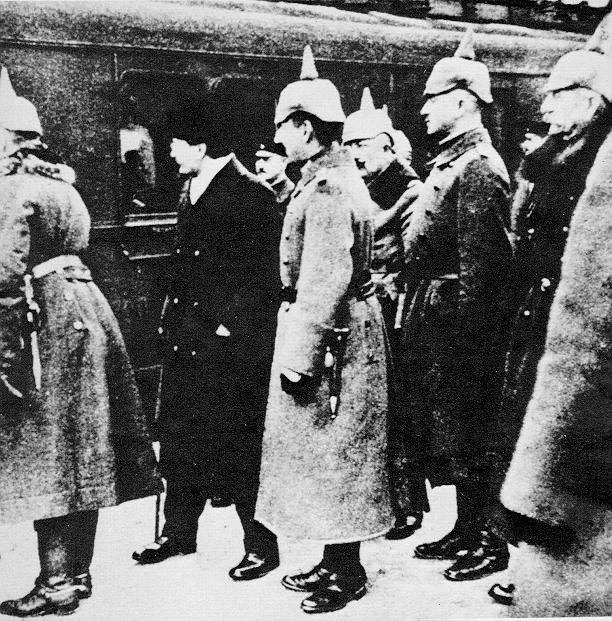
Die sowjetische Delegation unter Leo Trotzki wird von deutschen Offizieren empfangen

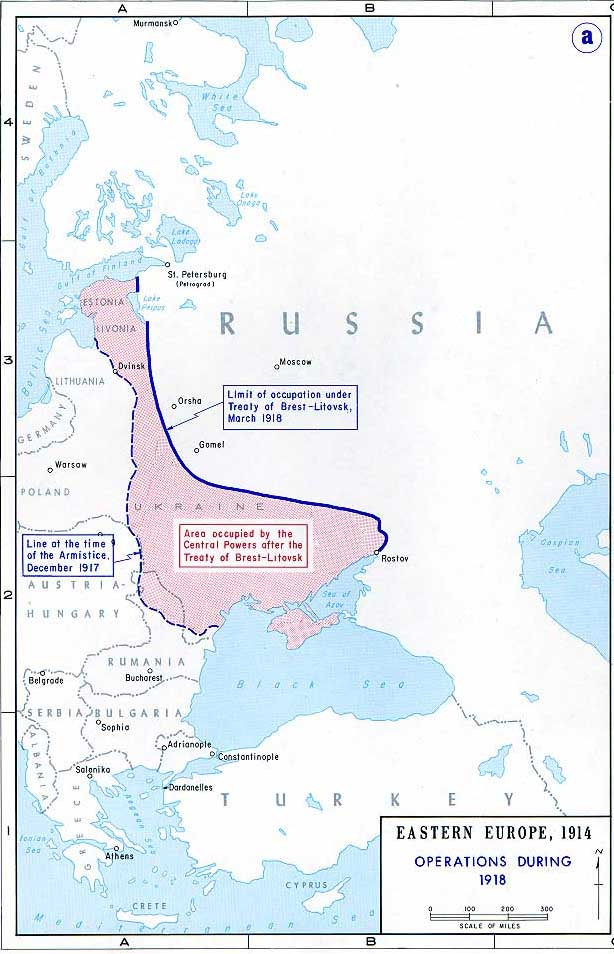
Ausdehnung des deutschen und österreichisch-ungarischen Besatzungsgebietes im Mai 1918

Nachdem bereits am 5. Dezember 1917 eine Waffenruhe auf zehn Tage und am 15. Dezember ein längerfristiger Waffenstillstand zwischen Sowjetrussland und den Mittelmächten vereinbart worden war, diktierten letztere nach langwierigen, von der russischen Delegation am 10. Februar zunächst abgebrochenen Verhandlungen Anfang März 1918 im Anschluss an die Operation Faustschlag den Friedensvertrag von Brest-Litowsk. Im Januar 1918 war es zu heftigen Streitereien zwischen Teilen der zivilen Reichsleitung und der OHL gekommen (bis hin zum Rücktrittsangebot Hindenburgs und Ludendorffs am 7. Januar), da man sich zunächst nicht über die gegenüber Russland einzuschlagende Linie einigen konnte. Schlussendlich realisierte dieser Vertrag – durch den das europäische Russland auf seine vorpetrinischen Grenzen zurückgeworfen wurde – inhaltlich in erster Linie die seit 1914 von der Mehrheitsströmung im Auswärtigen Amt verfochtene Kriegszielkonzeption. Die Zurückdrängung Russlands und die deutsche Dominanz in Osteuropa sollten nicht durch die von verschiedenen Interessengruppen und von Ludendorff geforderten direkten Annexionen, sondern durch die informelle Herrschaft über neu geschaffene, politisch und wirtschaftlich an Deutschland gebundene Satellitenstaaten festgeschrieben werden. Dies bot auch unmittelbare außen- und innenpolitische Vorteile: Das – zum Entsetzen Österreich-Ungarns und der OHL – in diesem Zusammenhang vom verantwortlichen Staatssekretär Richard von Kühlmann ausgesprochene deutsche Bekenntnis zum „Selbstbestimmungsrecht der Völker“ hob das bisherige einschlägige propagandistische Monopol der Entente auf und ermöglichte es der Reichstagsmehrheit (vgl. Friedensresolution), den Brest-Litowsker Vertrag ohne vollständigen Gesichtsverlust zu ratifizieren. Durch Brest-Litowsk entstanden die Grundlagen eines Systems deutscher Vasallen- und Klientelstaaten, das Berlin direkten politischen, wirtschaftlichen und militärischen Zugriff „von Murmansk bis Baku“ versprach. Die zunächst ausgeklammerte Reparationsfrage wurde – unter weitgehendem Ausschluss der Öffentlichkeit – im Laufe des Sommers in Berlin verhandelt. Am 27. August wurden hier mehrere Ergänzungsverträge unterzeichnet, durch die sich Russland unter anderem zur Zahlung von Reparationen in Höhe von sechs Milliarden Goldmark und zur Anerkennung der Unabhängigkeit Georgiens verpflichtete. Im Gegenzug wurde der Rückzug der deutschen Truppen hinter die Beresina, die estnische und livländische Grenze zugesagt.
Noch während der Brest-Litowsker Verhandlungen und deren Ergebnissen vorgreifend hatte eine Delegation der ukrainischen Zentralna Rada einen Friedensvertrag mit den Mittelmächten unterzeichnet (9. Februar), durch den das Land de facto aus dem russischen Staatsverband austrat. Am 12. Februar übergab die Rada-Regierung der deutschen Seite das von dieser gewünschte formelle Ersuchen, in der Ukraine zu intervenieren und das zu diesem Zeitpunkt von den Bolschewiki kontrollierte Kiew zu besetzen. Zwischen Februar und April übernahmen deutsche und österreichisch-ungarische Truppen allerdings die Kontrolle über die gesamte „unabhängige“ Ukraine und besetzten – unter Verletzung des Brest-Litowsker Friedensvertrages – auch die Krim (1. Mai Sewastopol), das ganze Donezbecken und am 8. Mai schließlich Rostow. Die russische Schwarzmeerflotte zog sich nach Noworossijsk zurück, wo sich ihr größter Teil am 17./18. Juni in auswegloser Lage selbst versenkte. Im Zuge der Okkupation kam es zu erheblichen Reibereien zwischen deutschen und österreichisch-ungarischen Kommandostellen, da weder ein einheitliches Oberkommando geschaffen noch – zumindest in den ersten Monaten – eine Abgrenzung der Besatzungszonen vorgenommen wurde. Beide Seiten versuchten anfänglich, durch schnelles Vorrücken (etwa beim „Wettlauf nach Odessa“) Fakten zu schaffen. Eine Stationierung österreichisch-ungarischer Truppen in Kiew, das von deutschen Verbänden am 1. März besetzt worden war, lehnte die OHL ab. Nach einigen Wochen wurden den k.u.k. Truppen die Gouvernements Wolhynien, Podolien, Cherson und Ekaterinoslaw zugewiesen. Den beherrschenden Einfluss auf die ukrainische Politik übten aber allein die deutschen Militärs in Kiew – in erster Linie der Stabschef der dortigen Heeresgruppe, Wilhelm Groener – aus. Die ukrainische Zentralrada, mit der die Mittelmächte zunächst noch gegen die sowjetrussische Regierung zusammengearbeitet hatten, wurde den deutschen Stellen, die das Gremium nunmehr als handlungsunfähiges „studentisches Konventikel“ bewerteten, rasch lästig. Am 28. April setzten deutsche Offiziere „in typisch preußisch-deutscher Manier“ – mit vorgehaltener Waffe und dem Ruf „Hände hoch!“ – die von der Rada gestützte ukrainische Regierung ab und verhafteten deren Minister. Einen Tag später rief nach vorangegangener deutscher Ermunterung eine im Kiewer Zirkus zusammengetretene Großgrundbesitzerversammlung ein sogenanntes Hetmanat unter Führung des ehemaligen Generals Pawlo Skoropadskyj aus. Diese Marionettenregierung hielt sich bis zum Abzug der deutschen Truppen im Dezember. Unter ihrer Ägide wurden bis Anfang November 1918 insgesamt 34.745 Waggonladungen Lebensmittel, Getreide und Rohstoffe aus der Ukraine abtransportiert (knapp 20.000 nach Österreich-Ungarn, 14.100 nach Deutschland, der Rest nach Bulgarien und in die Türkei), zudem erklärte sie sich zur Bezahlung der Besatzungskosten bereit.
Rumänien schied durch den am 7. Mai unterzeichneten Friedensvertrag von Bukarest (der Waffenstillstand war am 9. Dezember 1917 in Focșani vereinbart worden) ebenfalls aus dem Krieg aus. Der Vertrag sah in erster Linie einschneidende politische und wirtschaftliche Eingriffe vor (Verpachtung der Ölfelder auf 90 Jahre an deutsche Gesellschaften, Export landwirtschaftlicher Produkte nur nach Deutschland und Österreich-Ungarn, verschleierte Zahlung von Reparationen durch Rumänien, Fortdauer der Besetzung, aufsichtsführende deutsche Zivilbeamte in rumänischen Ministerien). Weitergehenden deutschen Forderungen – das Auswärtige Amt hatte ursprünglich neben der Verpachtung des Hafens von Constanța sogar eine Personalunion Deutschlands und Rumäniens angestrebt, also den Übergang der rumänischen Königskrone an Wilhelm II. – konnten sich die Rumänen entziehen, nicht zuletzt, weil Österreich-Ungarn, das sich zunächst auf die gleiche Weise die Kontrolle über Rumänien hatte sichern wollen, den weitgehenden Berliner Plänen widersprach. Bulgarien verlangte die gesamte Dobrudscha und damit die Abdrängung Rumäniens vom Schwarzen Meer, was aber von der Türkei entschieden abgelehnt wurde. Auf diese Weise neutralisierten sich die Maximalprogramme der Mittelmächte bei den Verhandlungen gegenseitig; Rumänien kam so – obwohl es als einzige kriegführende Macht eine vollständige militärische Niederlage erlitten hatte und zur Gänze von feindlichen Truppen besetzt war – zumindest in territorialer Hinsicht bemerkenswert glimpflich davon: Österreich-Ungarn setzte die Abtretung einiger Gebiete in den Karpaten durch (die letzte Gebietserweiterung der Donaumonarchie), Bulgarien wurde die südliche Dobrudscha, Rumänien zum Ausgleich dafür allerdings das ehemalige russische Gouvernement Bessarabien zugesprochen (wodurch sich sein Gebietsstand sogar vergrößerte).
Mit Finnland und Georgien schloss das Reich Verträge, die diese Staaten zum nördlichen bzw. südlichen Eckpfeiler des geplanten deutschen Herrschaftsraumes machen sollten. Am 7. März wurden in Berlin mehrere deutsch-finnische Verträge (darunter ein Friedensvertrag) unterzeichnet, die Finnland politisch und ökonomisch in ein Abhängigkeitsverhältnis zu Deutschland brachten. Die weißfinnische Regierung (vgl. Finnischer Bürgerkrieg), deren Vertreter diese Abkommen unterzeichnet hatten, kehrte im April im Gefolge deutscher Interventionstruppen (vgl. Finnland-Intervention) wieder nach Helsinki zurück. Am 9. Oktober 1918 wählte der finnische Landtag Friedrich Karl von Hessen zum finnischen König. Georgien, das sich am 26. Mai für unabhängig erklärt hatte, unterzeichnete zwei Tage später in Poti das erste einer Reihe von Abkommen mit dem Reich. Im Juni landete ein kleines deutsches Kontingent in dieser Stadt und besetzte anschließend Tiflis. Die deutschen Truppen in Georgien wurden rasch deutlich verstärkt (Gesamtstärke Mitte September 19.000 Mann). Im Kaukasusgebiet zeichneten sich im Spätsommer 1918 bereits die Konturen einer neuen deutsch-britischen Front ab, da zur gleichen Zeit britische Truppen am Westufer des Kaspischen Meeres operierten und am 4. August Baku besetzten.
Im nördlichen Baltikum, dessen offene oder verschleierte Annexion (auch hier wurde zunächst an eine Personalunion gedacht) sich als innenpolitisch nicht durchsetzbar erwiesen hatte, kam es – in erster Linie auf Betreiben der OHL – zum Versuch, ein von der deutschen Minderheit beherrschtes Staatswesen zu etablieren (vgl. Vereinigtes Baltisches Herzogtum). In Litauen ließ die deutsche Politik den einheimischen Nationalisten mehr Spielraum, schaffte es aber dennoch, einen württembergischen Grafen als König Mindaugaus II. zu installieren. Auch das sächsische Königshaus hatte zunächst Anspruch auf die litauische Krone erhoben.

### Kriegsentscheidung im Westen und Zusammenbruch der Mittelmächte
Hauptzweck der wiederholten, zur Eile drängenden Interventionen der OHL in den Fortgang der Brest-Litowsker Verhandlungen war Anfang 1918, schnellstmöglich Truppen für die seit November 1917 geplanten Entscheidungskämpfe im Westen freizubekommen. Zwischen Ende 1917 und November 1918 wurden der Westfront aus dem Osten 63 Divisionen zugeführt; drei weitere Divisionen wurden auf den Balkan verlegt. Österreich-Ungarn verstärkte zwischen Januar und August 1918 die italienische Front mit 25 und die Balkanfront mit fünf bislang im Osten gebundenen Divisionen. Die Zahl der verbleibenden Verbände war indes signifikant hoch. Noch am 21. März 1918, zu Beginn der Frühjahrsoffensive an der Westfront, standen 53 deutsche Divisionen und 13 selbständige Brigaden im Osten – insgesamt mehr als eine Million Mann. Den Stationierungsschwerpunkt bildete die auch von der OHL als „künstliches Gebilde“ bewertete Ukraine, die – so die Befürchtung – „automatisch an Russland zurück“ falle, wenn die deutschen und österreichisch-ungarischen Besatzungstruppen zu massiv reduziert würden. Bis zum Herbst wurden dennoch nach und nach 25 weitere Divisionen abgezogen, so dass die Gesamtstärke bis Anfang Oktober auf etwas mehr als 500.000 Mann (verteilt auf die 8. Armee im Baltikum, die 10. Armee in Belarus und Ostpolen sowie die Heeresgruppe Kiew) sank. Die österreichisch-ungarische Besatzungsarmee in der Ukraine (2. Armee) hatte im Sommer 1918 eine Stärke von 200.000, nach anderen Angaben von 250.000 Mann.
Alle von der Ostfront kommenden deutschen Verbände wurden vor ihrem Einsatz im Westen durch spezielle Schulungsoffiziere einem intensiven „vaterländischen Unterricht“ unterzogen, da die OHL angesichts der seit der Jahreswende 1917/18 rasant zunehmenden Zahl schwerer disziplinarischer Vergehen – eigenmächtiges Entfernen von der Truppe, Desertion, offene Befehlsverweigerung – davon ausging, dass der unmittelbare Eindruck der russischen Revolution nicht ohne Folgen für die „Verlässlichkeit“ der Truppe geblieben war. Im September 1918 – nur wenige Wochen vor dem Kieler Matrosenaufstand – kam es in Rowno, Schepetowka, Kiew und Polozk erstmals zu bewaffneten Zusammenstößen zwischen Mannschaften und Offizieren. In Charkow rebellierten Soldaten offen gegen die befohlene Verlegung an die Westfront und hissten rote Fahnen. Die schon vorbereitete Besetzung von Petrograd und Murmansk (vgl. Unternehmen Schlußstein) wurde Ende September auch wegen dieser Entwicklungen aufgegeben, ebenso ein von Georgien aus geplantes Unternehmen gegen Baku. Ludendorff räumte am 17. Oktober Max von Baden gegenüber ein, dass die Masse der deutschen Truppen im Osten nicht mehr für offensive Aktionen verwendbar sei und allenfalls noch über „eine gewisse Abwehrkraft“ verfüge.
Bereits am 13. November 1918, zwei Tage nach dem Waffenstillstand von Compiègne, annullierte die sowjetrussische Regierung den Brest-Litowsker Friedensvertrag. Der Osten Europas, wo sich sofort nach Kriegsende die Frontlinien des Russischen Bürgerkrieges, nationalistischer Staatsgründungs- bzw. Staatsausdehnungsprojekte und politisch-sozialer Aufstandsbewegungen überschnitten, blieb bis 1920/21 in weiten Teilen Kriegsgebiet.

## Verluste

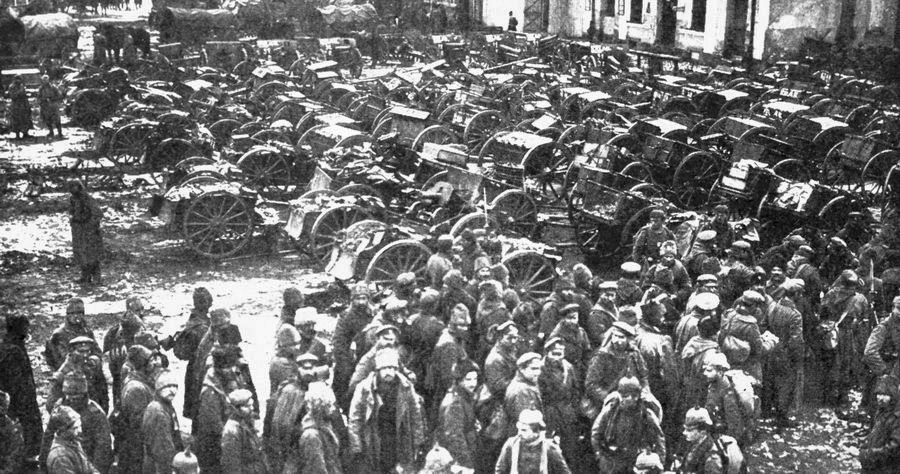
Russische Gefangene nach der Schlacht bei Tannenberg

Die Verluste auf russischer Seite sind aufgrund mangelnder Statistik schwer zu ermitteln. Historiker schätzen die Zahl der Toten auf rund 1,3 Millionen, was in etwa den Verlusten, die auch Frankreich und Österreich-Ungarn erlitten, entspräche.
Von rund neun Millionen Kriegsgefangenen im Weltkrieg wurde die Mehrheit von 5 Millionen an der Ostfront gefangen genommen. Rund 2,1 Millionen Soldaten der Mittelmächte waren Kriegsgefangene in Russland. Die Mehrheit von ihnen waren Soldaten Österreich-Ungarns. Rund 140.000 Deutsche und rund 80.000 Türken und Bulgaren befanden sich in russischer Kriegsgefangenschaft. Die Sterberate unter den Gefangenen war in Russland aufgrund Seuchen und mangelhafter Versorgung mit 20 % unter allen kriegführenden Mächten am höchsten. Rund 2,4 – 3,1 Millionen russische Soldaten wurden Kriegsgefangene bei den Mittelmächten. Die Gesamtsterberate der Gefangenen betrug rund 5 – 8 %. Innerhalb der Kriegsgefangenschaft wurden von russischer Seite aus politischen Erwägungen kriegsgefangene Slawen gegenüber nichtslawischen Gefangenen bevorzugt, während Kriegsgefangene der Westmächte in Deutschland bevorzugt wurden.

## Die „vergessene“ Front: Zur Ostfronthistoriografie des Ersten Weltkrieges

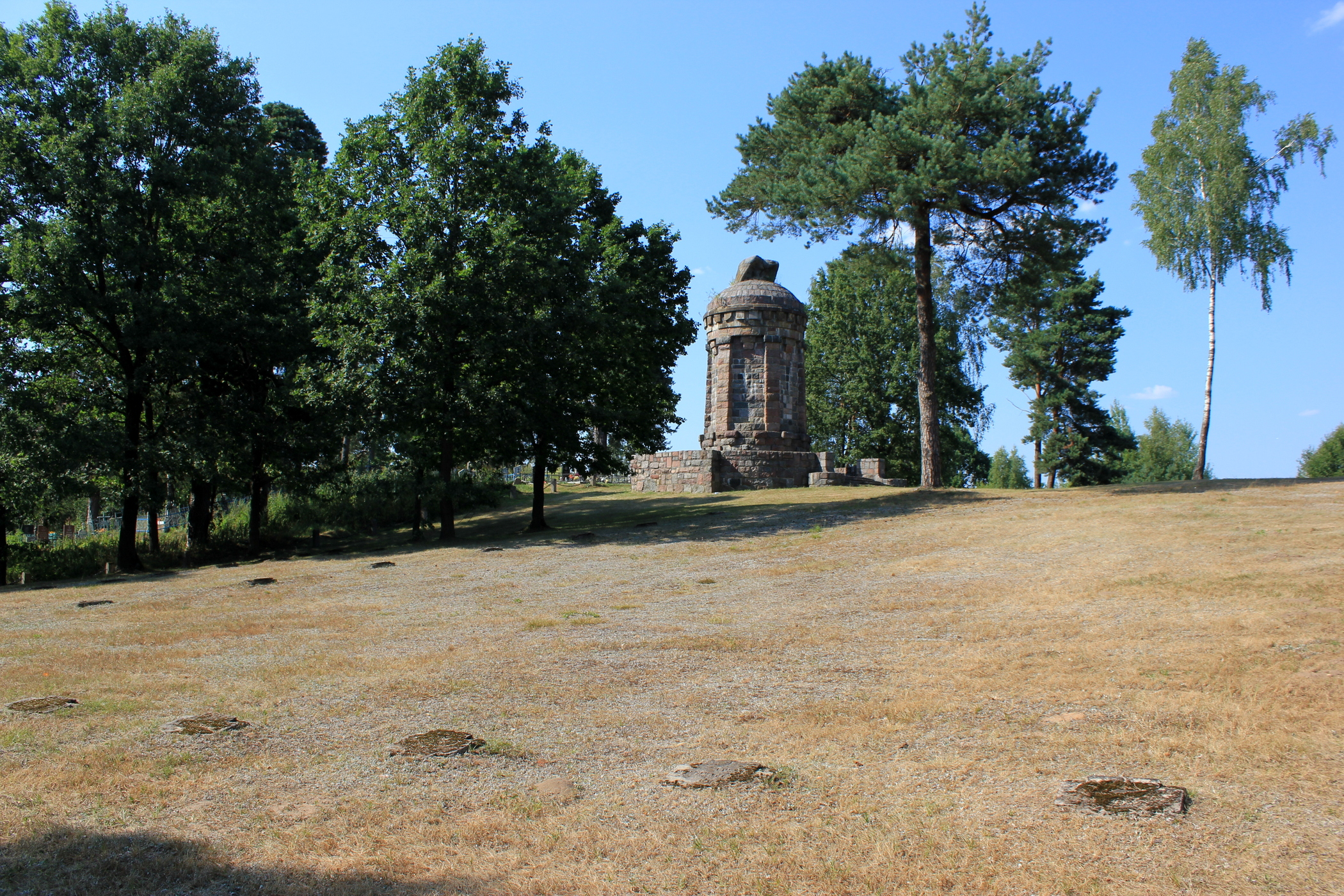
Deutscher Soldatenfriedhof in der Nähe von Waloschyn in Belarus

Die Historiografie zur Ostfront des Ersten Weltkriegs nimmt innerhalb der Literatur zu den Jahren 1914 bis 1918 nur wenig Raum ein. In Darstellungen zur deutschen Ostpolitik zum Beispiel erwähnte man das Gebiet Ober Ost nur kurz oder ließ es ganz außer Acht. Weitere Ereignisse wie etwa der Krieg der Mittelmächte gegen Rumänien sind fast völlig in Vergessenheit geraten.
Der Brite Norman Stone verfasste die erste umfassende und bedeutende Darstellung der Geschehnisse an der Ostfront. Sein 1975 erschienenes Buch The Eastern Front 1914–1917 betont die Wichtigkeit der Schlachten an der Ostfront für den militärischen Gesamtverlauf des Krieges. Es gelang Stone, einige interessante Schlussfolgerungen zu ziehen: Er beschränkt sich in seiner Darstellung nicht nur auf eine Rekonstruktion der Ereignisse des Krieges im Osten, sondern stellte bis dahin geltende Lehrmeinungen in Frage. So bezweifelt Stone die wirtschaftliche Rückständigkeit des Russischen Reiches. Laut seiner Belege befand sich das Zarenreich in einer bis dahin ungekannten wirtschaftlichen Aufschwungphase. Die Schwäche Russlands liegt für Stone in der veralteten Administration. Dieser waren die Versorgungsschwierigkeiten und eine ineffiziente Armeeführung anzulasten. Stones Darstellung schweigt sich allerdings gänzlich aus über die von den Mittelmächten eroberten und besetzten Gebiete.
Immer noch sind „Verdun“, „Somme“, „Grabenkrieg“, „Stellungs- und Gaskrieg“ charakteristische Schlagwörter und gleichzeitig die ersten Assoziationen zum Ersten Weltkrieg. Allerdings beschreiben diese nur den Westen. Kriegsromane wie Erich Maria Remarques Im Westen nichts Neues prägten dieses Bild weiter und so lag die Ostfront nicht im Fokus der westlichen Weltkriegsforscher. Der Journalist Sven Felix Kellerhoff trifft mit der Formulierung „aber wer weiß schon, dass es die relativ gesehen höchsten Verlustraten dieses Völkerschlachtens keineswegs im Stellungskrieg in Belgien und Ostfrankreich gab, sondern in der Karpatenschlacht?“ ziemlich genau den Kern des Problems.
Spätestens seit Stones Ausführungen dürfte eindeutig klargeworden sein, dass sich der Krieg im Osten markant von den Ereignissen an der Westfront unterschied. Als im Westen die Fronten bereits erstarrt waren, herrschte im Osten immer noch eine von Bewegung geprägte Kriegsführung vor. Die Gründe hierfür liegen bei den spärlichen Kommunikationsmöglichkeiten und der schlechten Verkehrserschließung der Ostfront. Folglich konnten aufgebrochene Lücken in den Verteidigungslinien lange nicht so schnell gefüllt werden, wie dies in Frankreich der Fall war. Die räumliche Ausdehnung der Ostfront mit mehreren tausend Frontkilometern, ganz abgesehen von den landschaftlichen Unterschieden, kontrastierte mit der Westfront und ihren über 800 Kilometern Frontlinie.
Erst in den neueren und neuesten westlichen Darstellungen und Forschungen zum Ersten Weltkrieg rückt die Ostfront wieder in den Blickpunkt. Das Militärgeschichtliche Forschungsamt (MGFA) in Potsdam führte im August 2004 eine Konferenz über „Die vergessene Front“ durch. Führende Militärhistoriker aus acht Ländern kamen dort zusammen. Unter anderem war auch der US-amerikanische Historiker (litauischer Abstammung) Vejas Gabriel Liulevicius auf dieser Konferenz dabei. Mit seinem Buch Kriegsland im Osten über das Gebiet Ober Ost lieferte er 2002 die erste umfassende westliche Darstellung der deutschen Besatzungsherrschaft im Baltikum während der Zeit des Ersten Weltkrieges und schloss so eine Forschungslücke.
Im Buch und einigen kurz darauf geschriebenen Artikeln beschreibt er nicht nur Wesen und Charakter der deutschen Militäradministration im Lande Ober Ost, sondern versucht auch die Ursachen des Wandels des deutschen Bildes vom Osten zu analysieren und Verbindungslinien zwischen den Vorstellungen der Militärverwaltung von Ober Ost und denen der späteren NS-Elite nachzuzeichnen. Auch im Spiegel-Artikel Der vergiftete Sieg geht Liulevicius auf diese Thematik ein. Der Versuch eine Kontinuitätslinie zur Zeit des NS-Regimes zu ziehen, dürfte wohl noch einige Reaktionen in der Geschichtswissenschaft hervorrufen, zumal Liulevicius damit eine Brücke über die Zeit zwischen 1918 und 1933 zu schlagen versucht. Er sieht im Ostfronterlebnis der deutschen Soldaten das verborgene Vermächtnis des Ersten Weltkrieges.
Ein gewichtiges Problem bei den Ausführungen bezüglich der Frontwahrnehmung der Soldaten und des Wandels der Kategorien, in welche der Osten gefasst wurde (Land und Leute vs. Raum und Volk), liegt in der einseitigen Quellenbasis des Werkes „Kriegsland“ im Osten. Liulevicius berücksichtigt offenbar vorwiegend Tagebücher und Memoiren von Militärs in höheren Rängen. Feldpostbriefe von Soldaten beispielsweise fehlen fast ganz. In der Konsequenz muss das entstehende Bild als elitär gefärbt betrachtet werden.
Stellenweise läuft Liulevicius’ Werk Gefahr, eine national-litauische Sicht auf die deutsche Besatzung einzunehmen, wie sie sich auch in anderen Werken zur litauischen Geschichte findet. Dies zeigt sich wiederkehrend in der Wortwahl, wenn er von „krankhaften Auswüchsen der Macht“ (S. 217) und einer „rücksichtlosen Jagd nach Steuern“ (S. 87) schreibt. Solche und ähnliche Formulierungen verhelfen dem Werk nicht unbedingt zu mehr Objektivität. Gleichzeitig dürfen die Ungerechtigkeiten, welche durch die deutschen Besatzer an der Bevölkerung Litauens begangen worden sind, nicht verharmlost werden.
Wie der Historiker Eberhard Demm festhielt, verzichtet Liulevicius ferner auf polnische und französische Quellen und Darstellungen. Als Beispiel ist die ausführliche 700 Seiten starke zeitgenössische Dokumentation La Lithuanie sous le joug allemand 1915–1918. Le plan annexioniste allemand en Lithuanie von C. Rivas (Pseudonym für Yvonne Pouvreau) zu nennen.
Frühere Untersuchungen über Ober Ost stellen die Werke des litauischen Historikers Abba Strazhas dar. In seiner Monografie Deutsche Ostpolitik im Ersten Weltkrieg. Der Fall Ober Ost 1915–1917 berücksichtigte Strazhas im Speziellen auch die litauische Seite der Besatzung. Ein weiterer, erwähnenswerter Aufsatz von Strazhas ist „The Land Oberost and Its Place in Germany’s Ostpolitik 1915–1918“. Strazhas’ Ausführungen wurden in später geschriebenen Werken über die Geschichte Litauens oftmals übernommen. Seine Darstellungen können als die Weiterführung von in Fritz Fischers kontroversem Werk Griff nach der Weltmacht gemachten Aussagen bezüglich der deutschen Ostpolitik gesehen werden. Fischer beschreibt Deutschlands annexionistische Absichten im Baltikum. Weiter stellt er gar eine gewisse Kontinuität zwischen den Zielen des Kaiserreiches und jenen des nationalsozialistischen Regimes her. Solche Linien sind in der Geschichtswissenschaft nicht unumstritten und lösten eine Diskussion über Kontinuität in der Geschichte aus.
In Artikeln wie Der litauische Landesrat als Instrument der deutschen Ostpolitik nimmt Strazhas stellenweise eine national litauische Sichtweise ein, welche von Autoren wie Liulevicius scheinbar kritiklos aus der Sekundärliteratur übernommen wurde. Doch wo liegt die Problematik der Ostfront und speziell von Ober Ost als praktisch unbeschriebenes Blatt in der Geschichtswissenschaft? Der Schatten des Zweiten Weltkrieges lag lange über jenem des Ersten. Sicher muss auch der Kalte Krieg und der damit erschwerte Zugang zu den Archiven, als ein entscheidendes Kriterium genannt werden. Des Weiteren galt jahrelang der Schwerpunkt jeglicher Forschung im östlichen Raum der Russischen Revolution. Unter Lenin wurden Soldatenfriedhöfe des Zarenreiches zerstört und so der Versuch unternommen, gewisse Ereignisse aus dem Geschichtsbewusstsein der Menschen auszulöschen. Über das Verhältnis von Politik und Geschichtswissenschaft in Bezug auf den Osten in der Zeit nach dem Zweiten Weltkrieg machte Norman Stone in dem Vorwort zur zweiten überarbeiteten Version seines Buches folgende Bemerkungen:

“Whatever you said about the Tsarist Russian army might give you trouble. If you wrote in a positive, patriotic way about it, you might offend against the Communist orthodoxy, by which everything Tsarist was condemned. If, on the other hand, you concentrated on the negative side, you could offend against the nationalist line which emerged with Stalin and which flourished under Brezhnev. Even the obvious sources were quite difficult to obtain; I was told, some years later, that The Eastern Front was listed in a German catalogue, but could not be read without permission. […] the subject was still, in the seventies, taboo.”

„Alles, was man über die Armee des zaristischen Russlands sagte, konnte einen in Schwierigkeiten bringen. Wenn man auf positive, patriotische Weise darüber schrieb, konnte man gegen die kommunistische Orthodoxie verstoßen, die alles Zaristische verdammte. Wenn man sich andererseits auf die negativen Aspekte konzentrierte, konnte man gegen die nationalistische Parteilinie verstoßen, die mit Stalin aufkam und unter Breschnew erblühte. Selbst die offensichtlichen Quellen waren nur schwer zugänglich; einige Jahre später sagte man mir, dass The Eastern Front in einem (ost-)deutschen Katalog aufgeführt sei, aber nicht ohne Erlaubnis gelesen werden dürfe. […] das Thema war in den Siebzigern immer noch tabu.“

Der russische Historiker Igor Narskij konstatiert, dass in Russland der Erste Weltkrieg einen vergessenen Krieg darstellt. Der Krieg wurde von seinen Zeitgenossen als Teil einer siebenjährigen Katastrophe bis zum Ende des Bürgerkriegs 1922 gesehen. In der von der Sowjetunion amtlich durchgesetzten Auseinandersetzung dominiert hierbei die Revolution und der Bürgerkrieg. Innerhalb der Emigrantengemeinde gab es Publikationen über den Krieg, jedoch waren dies meist die Memoiren von Anführern der im Bürgerkrieg geschlagenen Weißen Bewegung. Zahlreiche Archive, unter anderem ein zentrales Archiv mit Soldatenbriefen sind bis heute nicht ausgewertet. Narskij macht die massenhafte Erfahrung militärischer Massengewalt- und -disziplinierung als einen Hauptfaktor für die Gewalt des Bürgerkrieges aus, geprägt durch eine personelle Kontinuität zwischen ehemaligen Frontsoldaten und Angehörigen der staatlichen Repressionsorgane der frühen Sowjetunion.